# Löwenzahn (Fernsehsendung)/Episodenliste

Aktuelles Logo von Löwenzahn

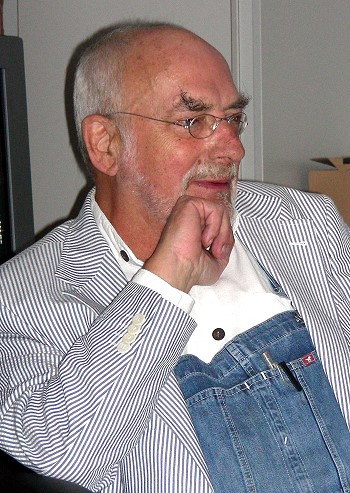
Peter Lustig (2005)

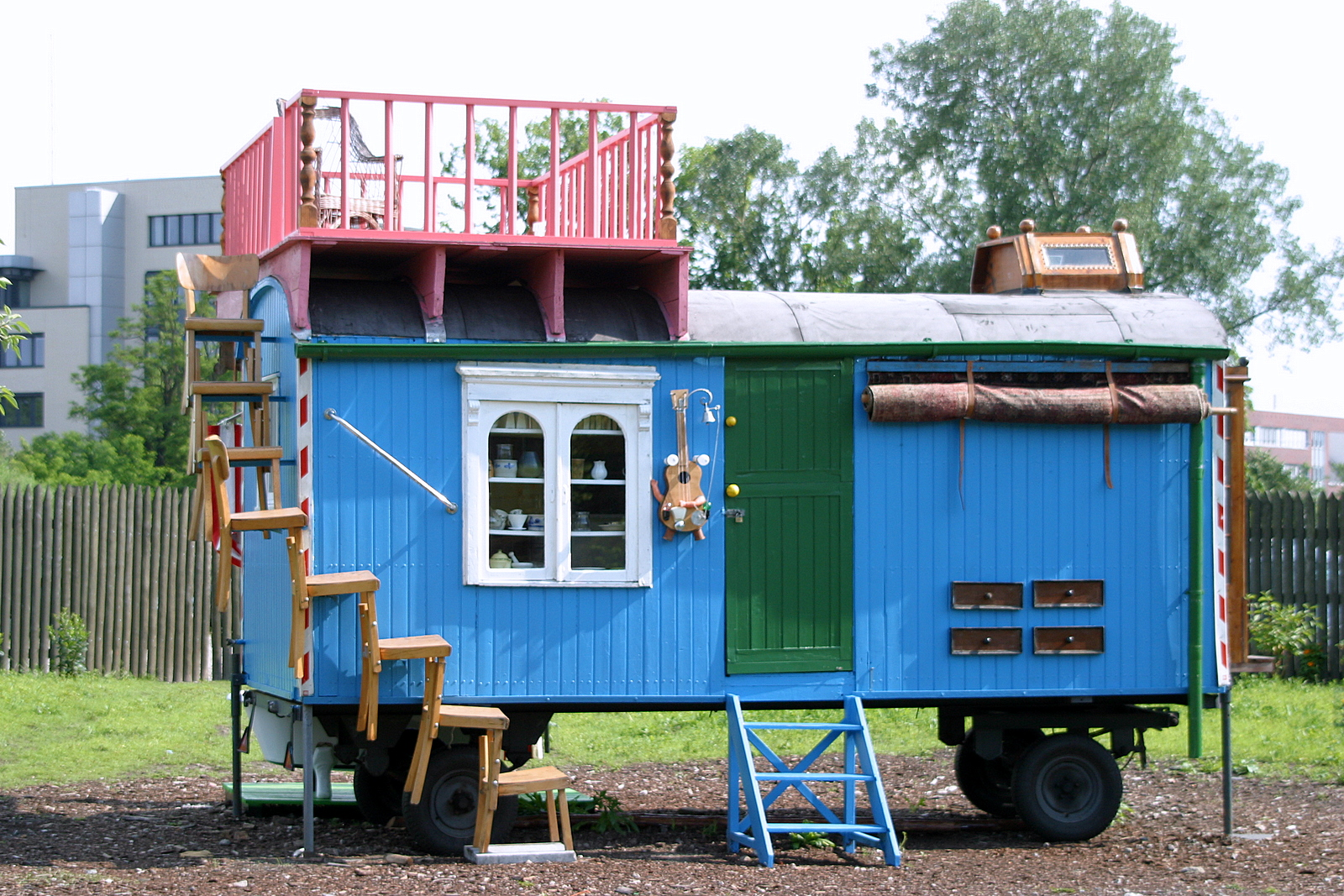
Der Löwenzahn-Bauwagen

Dies ist die Episodenliste von Löwenzahn. Die Aufstellung bietet einen Überblick über alle Folgen der deutschen Kinderfernsehserie Löwenzahn, die seit 1981 produziert und im ZDF, später auch im KiKA, erstausgestrahlt wird. Die Hauptperson der ersten 25 Staffeln (1981 bis 2006) war Peter Lustig. Ab der 26. Staffel im Jahr 2006 übernahm Fritz Fuchs (Guido Hammesfahr) diese Rolle. Von 1979 bis 1981 lief in zwei Staffeln die Serie Pusteblume. Sie war der Vorgänger von Löwenzahn und wurde nach Streitigkeiten über die Namensrechte zwischen der Produktionsfirma und Rechteinhaber FiB und dem ZDF eingestellt.
Neben Lustig ist die Figur des Nachbarn Hermann Paschulke, gespielt von Helmut Krauss, seit dem Beginn von Löwenzahn dabei gewesen; er starb 2019 und hatte seinen letzten Auftritt in der Folge Endlos haltbar – Wenn aus Nachbarn Freunde werden.

## Übersicht

### Pusteblume
| Staffel | Episodenanzahl | Deutsche Erstausstrahlung | Deutsche Erstausstrahlung |
| Staffel | Episodenanzahl | Staffelpremiere           | Staffelfinale             |
| ------- | -------------- | ------------------------- | ------------------------- |
| 1       | 13             | 7. Jan. 1979              | 1. Apr. 1979              |
| 2       | 9              | 4. Jan. 1981              | 15. Feb. 1981             |

### Löwenzahn

#### Peter Lustig
| Staffel | Episodenanzahl | Deutsche Erstausstrahlung | Deutsche Erstausstrahlung |
| Staffel | Episodenanzahl | Staffelpremiere           | Staffelfinale             |
| ------- | -------------- | ------------------------- | ------------------------- |
| 1       | 14             | 24. Mär. 1981             | 27. Dez. 1981             |
| 2       | 13             | 2. Jan. 1983              | 27. Mär. 1983             |
| 3       | 13             | 1. Apr. 1984              | 24. Juni 1984             |
| 4       | 10             | 31. Mär. 1985             | 23. Juni 1985             |
| 5       | 10             | 6. Apr. 1986              | 29. Juni 1986             |
| 6       | 8              | 4. Jan. 1987              | 29. Mär. 1987             |
| 7       | 10             | 3. Apr. 1988              | 26. Juni 1988             |
| 8       | 6              | 22. Okt. 1989             | 31. Dez. 1989             |
| 9       | 6              | 14. Jan. 1990             | 18. Mär. 1990             |
| 10      | 5              | 10. Mär. 1991             | 21. Apr. 1991             |
| 11      | 6              | 6. Sep. 1992              | 1. Nov. 1992              |
| 12      | 6              | 4. Apr. 1993              | 6. Juni 1993              |
| 13      | 6              | 21. Aug. 1994             | 25. Sep. 1994             |
| 14      | 4              | 30. Okt. 1995             | 24. Dez. 1995             |
| 15      | 4              | 31. Dez. 1995             | 29. Jan. 1996             |
| 16      | 4              | 5. Feb. 1996              | 10. Mär. 1996             |
| 17      | 6              | 1. Dez. 1996              | 23. Feb. 1997             |
| 18      | 9              | 11. Jan. 1998             | 26. Apr. 1998             |
| 19      | 10             | 11. Feb. 1999             | 29. Apr. 1999             |
| 20      | 9              | 18. Feb. 2000             | 21. Mai 2000              |
| 21      | 8              | 22. Mär. 2001             | 9. Dez. 2001              |
| 22      | 8              | 24. Mär. 2002             | 27. Okt. 2002             |
| 23      | 8              | 30. Mär. 2003             | 18. Mai 2003              |
| 24      | 9              | 4. Apr. 2004              | 31. Okt. 2004             |
| 25      | 11             | 3. Apr. 2005              | 7. Okt. 2006              |

#### Fritz Fuchs
| Staffel | Episodenanzahl | Deutsche Erstausstrahlung | Deutsche Erstausstrahlung |
| Staffel | Episodenanzahl | Staffelpremiere           | Staffelfinale             |
| ------- | -------------- | ------------------------- | ------------------------- |
| 26      | 16             | 8. Okt. 2006              | 22. Apr. 2007             |
| 27      | 16             | 16. Sep. 2007             | 20. Apr. 2008             |
| 28      | 16             | 11. Okt. 2008             | 11. Apr. 2009             |
| 29      | 16             | 10. Okt. 2009             | 18. Apr. 2010             |
| 30      | 10             | 24. Okt. 2010             | 29. Mai 2011              |
| 31      | 16             | 9. Okt. 2011              | 1. Apr. 2012              |
| 32      | 14             | 7. Okt. 2012              | 26. Mai 2013              |
| 33      | 16             | 13. Okt. 2013             | 27. Apr. 2014             |
| 34      | 12             | 19. Okt. 2014             | 17. Mai 2015              |
| 35      | 13             | 1. Nov. 2015              | 8. Mai 2016               |
| 36      | 17             | 25. Sep. 2016             | 7. Mai 2017               |
| 37      | 14             | 15. Okt. 2017             | 27. Mai 2018              |
| 38      | 14             | 23. Sep. 2018             | 10. Mär. 2019             |
| 39      | 14             | 22. Sep. 2019             | 17. Mai 2020              |
| 40      | 8              | 29. Nov. 2020             | 23. Mai 2021              |
| 41      | 15             | 26. Sep. 2021             | 4. Sep. 2022              |
| 42      | 14             | 16. Okt. 2022             | 25 Jun. 2023              |
| 43      | 12             | 17. Sep. 2023             | 9. Jun. 2024              |
| 44      |                | 29. Sep. 2024             |                           |

## Pusteblume

### Pusteblume-Staffel 1
Die Erstausstrahlung der ersten Staffel war vom 7. Januar 1979 bis zum 1. April 1979 zu sehen.

| Nr. (ges.) | Nr. (St.) | Titel                                                         | Premiere D    |
| ---------- | --------- | ------------------------------------------------------------- | ------------- |
| 1          | 1         | Ich sehe was, was du nicht siehst (Peter schaut genau!)       | 7. Jan. 1979  |
| 2          | 2         | Wie kleine Tiere groß werden (Peter und der Siebenschläfer)   | 14. Jan. 1979 |
| 3          | 3         | Geschichten von Fliegzeugen (Peter geht in die Luft)          | 21. Jan. 1979 |
| 4          | 4         | Ausgerechnet Kürbis (Peter und der Riesenkürbis)              | 28. Jan. 1979 |
| 5          | 5         | Ein Dach über dem Kopf (Peter schaut beim Hausbau zu)         | 4. Feb. 1979  |
| 6          | 6         | Alles im Eimer (Peter und der Müll)                           | 11. Feb. 1979 |
| 7          | 7         | Ein Schwein im Schaukelstuhl (Peter auf dem Bauernhof)        | 18. Feb. 1979 |
| 8          | 8         | Spuren im Wald (Peter auf Spurensuche)                        | 25. Feb. 1979 |
| 9          | 9         | Straßengeschichten (Peter in der großen Stadt)                | 4. März 1979  |
| 10         | 10        | Unter uns ist was los (Peter als Maulwurf)                    | 11. März 1979 |
| 11         | 11        | Nasse Geschichten (Peter geht dem Wasser nach)                | 18. März 1979 |
| 12         | 12        | Geschichten vom Meer (Peter auf Seesternjagd)                 | 25. März 1979 |
| 13         | 13        | Nixen brauchen keine Schnorchel (Peter geht auf Tauchstation) | 1. Apr. 1979  |

### Pusteblume-Staffel 2
Die Erstausstrahlung der zweiten Staffel war vom 4. Januar 1981 bis zum 15. Februar 1981 zu sehen.

| Nr. (ges.) | Nr. (St.) | Titel                                                           | Premiere D               |
| ---------- | --------- | --------------------------------------------------------------- | ------------------------ |
| 14         | 1         | Peter ist kein Schneemann (Peters Wintererlebnisse)             | 4. Jan. 1981             |
| 15         | 2         | Peter kommt auf den Hund (Peter bekommt einen Hund)             | 11. Jan. 1981            |
| 16         | 3         | Von kleinen Brötchen und Riesenbroten (Peter lernt Brot backen) | 18. Jan. 1981            |
| 17         | 4         | Peter kommt ins Schwitzen (Peter trickst mit Sonnenstrahlen)    | 25. Jan. 1981            |
| 18         | 5         | Ein Hund im Krankenbett (Peters Hund ist krank)                 | 1. Feb. 1981             |
| 19         | 6         | Eine Schiffsreise wider Willen (Peters unfreiwillige Flußfahrt) | 8. Feb. 1981             |
| 20         | 7         | Geschichten von der Eisenbahn (Peter reist mit dem Zug)         | 15. Feb. 1981            |
| 21         | 8         | Peter stürmt den Gipfel                                         | nur auf Video erschienen |
| 22         | 9         | Peter und das Seehundbaby                                       | nur auf Video erschienen |

## Löwenzahn

### Peter Lustig
Insgesamt wurden 203 Folgen mit Peter Lustig ausgestrahlt, angefangen am 24. März 1981.

#### Löwenzahn-Staffel 1
Die Erstausstrahlung der ersten Staffel war vom 24. März 1981 bis zum 27. Dezember 1981 zu sehen.

| Nr. (ges.) | Nr. (St.) | Nr. (Prod.) | Titel                             | Regie              | Drehbuch                                     | Premiere D    |
| ---------- | --------- | ----------- | --------------------------------- | ------------------ | -------------------------------------------- | ------------- |
| 1          | 1         | 6355-1509   | Peter baut ein neues Heim         | Tim Moores         | Klaus Hein Fischer                           | 24. März 1981 |
| 2          | 2         | 6355-1261   | Peter zieht um                    | Tim Moores         | Klaus Hein Fischer                           | 4. Okt. 1981  |
| 3          | 3         | 6355-1268   | Ein neues Zuhause                 | Tim Moores         | Klaus Hein Fischer                           | 11. Okt. 1981 |
| 4          | 4         | 6355-1271   | Peter und die langen Leitungen    | Arend Agthe        | Arend Agthe, Peter Lustig                    | 18. Okt. 1981 |
| 5          | 5         | 6355-1265   | Wo geht es hier zum Käferzoo?     | Arend Agthe        | Arend Agthe                                  | 25. Okt. 1981 |
| 6          | 6         | 6355-1266   | Peter sucht nach einer Geschichte | Claudia Schilinski | Sabine Jörg                                  | 1. Nov. 1981  |
| 7          | 7         | 6355-1270   | Willis Familienalbum              | Ulf Borchardt      | Sepp Strubel, Peter Lustig                   | 8. Nov. 1981  |
| 8          | 8         | 6355-1262   | Eine Linde namens Paul            | Tim Moores         | Klaus Hein Fischer                           | 15. Nov. 1981 |
| 9          | 9         | 6355-1264   | Wer hat schon die Nacht gesehen?  | Arend Agthe        | Arend Agthe                                  | 22. Nov. 1981 |
| 10         | 10        | 6355-1263   | Peter macht Krach                 | Tim Moores         | Ingo Mörs                                    | 29. Nov. 1981 |
| 11         | 11        | 6355-1269   | Peter, der Nachbar und ein Zaun   | Ulf Borchardt      | Wolfgang Sergel, Ulf Borchardt, Peter Lustig | 6. Dez. 1981  |
| 12         | 12        | 6355-1272   | Zwischen den Zähnen               | Ulf von Mechow     | Ulf von Mechow                               | 13. Dez. 1981 |
| 13         | 13        | 6355-1273   | Trudes Bildersammlung             | Arend Agthe        | Sabine Jörg                                  | 20. Dez. 1981 |
| 14         | 14        | 6355-1267   | Haarige Geschichten               | Ulf Borchardt      | Peter Lustig, Gabriele Röthemeyer            | 27. Dez. 1981 |

#### Löwenzahn-Staffel 2
Die Erstausstrahlung der zweiten Staffel war vom 2. Januar 1983 bis zum 27. März 1983 zu sehen.

| Nr. (ges.) | Nr. (St.) | Nr. (Prod.) | Titel                                                          | Regie                        | Drehbuch                         | Premiere D    |
| ---------- | --------- | ----------- | -------------------------------------------------------------- | ---------------------------- | -------------------------------- | ------------- |
| 15         | 1         | 6355-1432   | Immer der Nase nach                                            | Tim Moores                   | Peter Lustig, Ulf von Mechow     | 2. Jan. 1983  |
| 16         | 2         | 6355-1430   | Peter geht dem Apfel auf den Kern (Ein Platz für kleine Tiere) | Arend Agthe                  | Peter Lustig, Arend Agthe        | 9. Jan. 1983  |
| 17         | 3         | 6355-1441   | Wir machen Musik                                               | Arend Agthe                  | Ulf von Mechow, Peter Lustig     | 16. Jan. 1983 |
| 18         | 4         | 6355-1436   | Nur ein Tropfen Öl                                             | Tim Moores                   | Peter Lustig, Burckhard Mönter   | 23. Jan. 1983 |
| 19         | 5         | 6355-1433   | Peter und der Butterberg                                       | Ulf Borchardt                | Peter Lustig, Sophie Brandes     | 30. Jan. 1983 |
| 20         | 6         | 6355-1431   | Peter kriegt nasse Füße                                        | Marion Freudenthal           | Peter Lustig, Isolde Heyne       | 6. Feb. 1983  |
| 21         | 7         | 6355-1439   | Peters Nachrichtensendungen                                    | Ulf Borchardt, Tilman Röhrig | Peter Lustig                     | 13. Feb. 1983 |
| 22         | 8         | 6355-1442   | Eine geheimnisvolle Botschaft                                  | Hans-Henning Borgelt         | Peter Lustig, Sabine Jörg        | 20. Feb. 1983 |
| 23         | 9         | 6355-1435   | Bei Wind und Wetter                                            | Marion Freudenthal           | Peter Lustig, Burckhard Mönter   | 27. Feb. 1983 |
| 24         | 10        | 6355-1437   | Ein Goldfisch ist nicht gern allein                            | Arend Agthe                  | Arend Agthe                      | 6. März 1983  |
| 25         | 11        | 6355-1440   | Peter geht unter die Erfinder                                  | Arend Agthe                  | Arend Agthe, Peter Lustig        | 13. März 1983 |
| 26         | 12        | 6355-1434   | Lauter alte Schachteln                                         | Ulf Borchardt                | Peter Lustig, Klaus Hein Fischer | 20. März 1983 |
| 27         | 13        | 6355-1438   | Eine Höhlengeschichte                                          | Hans-Henning Borgelt         | Peter Lustig, Karl-Heinz Käfer   | 27. März 1983 |

#### Löwenzahn-Staffel 3
Die Erstausstrahlung der dritten Staffel war vom 29. November 1983 bis zum 24. Juni 1984 zu sehen.

| Nr. (ges.) | Nr. (St.) | Nr. (Prod.) | Titel                                   | Regie                | Drehbuch                             | Premiere D    |
| ---------- | --------- | ----------- | --------------------------------------- | -------------------- | ------------------------------------ | ------------- |
| 28         | 1         | 6355-1605   | Peter kämpft mit den Holzwürmern        | Wolfgang Teichert    | Peter Lustig                         | 29. Nov. 1983 |
| 29         | 2         | 6355-1613   | Doppelt geklebt hält besser             | Tim Moores           | Peter Lustig, Burckhard Mönter       | 1. Apr. 1984  |
| 30         | 3         | 6355-1615   | Peterchens Mondfahrt                    | Wolfgang Tumler      | Arend Agthe                          | 8. Apr. 1984  |
| 31         | 4         | 6355-1612   | Peter lässt sich nicht verkohlen        | Wolfgang Tumler      | Peter Lustig, Burckhard Mönter       | 15. Apr. 1984 |
| 32         | 5         | 6355-1616   | Auf der Suche nach dem Stäbchenfisch    | Hans-Henning Borgelt | Peter Lustig, Stephanie von Bismarck | 22. Apr. 1984 |
| 33         | 6         | 6355-1609   | Mit Nadel und Faden                     | Claus Landsittel     | Peter Lustig, Sophie Brandes         | 6. Mai 1984   |
| 34         | 7         | 6355-1607   | Peter steckt in Geldnöten               | Claus Landsittel     | Peter Lustig, Tilman Röhrig          | 13. Mai 1984  |
| 35         | 8         | 6355-1611   | Der Zauberlehrling                      | Claus Landsittel     | Klaus Hein Fischer, Peter Lustig     | 20. Mai 1984  |
| 36         | 9         | 6355-1610   | Scherben bringen Glück                  | Hans-Henning Borgelt | Peter Lustig, Karl-Heinz Käfer       | 27. Mai 1984  |
| 37         | 10        | 6355-1604   | Peter kommt in die Jahre                | Hans-Henning Borgelt | Peter Lustig, Achim Bröger           | 3. Juni 1984  |
| 38         | 11        | 6355-1608   | Aus dem Leben eines Frosches            | Tim Moores           | Peter Lustig                         | 10. Juni 1984 |
| 39         | 12        | 6355-1606   | Wie die Kartoffeln in den Keller kommen | Wolfgang Tumler      | Peter Lustig, Tilman Röhrig          | 17. Juni 1984 |
| 40         | 13        | 6355-1614   | Peter und die Sumpfblüten               | Arend Agthe          | Peter Lustig, Arend Agthe            | 24. Juni 1984 |

#### Löwenzahn-Staffel 4
Die Erstausstrahlung der vierten Staffel war vom 31. März 1985 bis zum 23. Juni 1985 zu sehen.

| Nr. (ges.) | Nr. (St.) | Nr. (Prod.) | Titel                           | Regie                | Drehbuch                                      | Premiere D    |
| ---------- | --------- | ----------- | ------------------------------- | -------------------- | --------------------------------------------- | ------------- |
| 41         | 1         | 6355-1751   | Peter gräbt nach Sauriern       | Claus Landsittel     | Arend Agthe, Peter Lustig                     | 31. März 1985 |
| 42         | 2         | 6355-1752   | Eine Insel im Kornfeld          | Claus Landsittel     | Arend Agthe, Peter Lustig                     | 7. Apr. 1985  |
| 43         | 3         | 6355-1753   | Peter und der Plastikpaule      | Tim Moores           | Burckhard Mönter, Peter Lustig                | 21. Apr. 1985 |
| 44         | 4         | 6355-1754   | Ohne Hammer geht hier nichts    | Wolfgang Teichert    | Peter Lustig, Burckhard Mönter                | 28. Apr. 1985 |
| 45         | 5         | 6355-1755   | Es muss nicht immer Zucker sein | Hans-Henning Borgelt | Peter Lustig, Klaus Hein Fischer              | 8. Mai 1985   |
| 46         | 6         | 6355-1756   | Peter schöpft sich Briefpapier  | Timothy Moores       | Peter Lustig, Karl-Heinz Käfer                | 12. Mai 1985  |
| 47         | 7         | 6355-1757   | Hinkelgockelgackelei            | Hans-Henning Borgelt | Karl-Heinz Käfer, Peter Lustig                | 26. Mai 1985  |
| 48         | 8         | 6355-1758   | Peter in Verstrickungen         | Hans-Henning Borgelt | Karl-Heinz Käfer                              | 9. Juni 1985  |
| 49         | 9         | 6355-1759   | Der Unkrautgärtner              | Wolfgang Teichert    | Peter Lustig                                  | 16. Juni 1985 |
| 50         | 10        | 6355-1760   | Hatschi, der Schnupfen geht um  | Claus Landsittel     | Peter Lustig, Tilman Röhrig, Karl-Heinz Käfer | 23. Juni 1985 |

#### Löwenzahn-Staffel 5
Die Erstausstrahlung der fünften Staffel war vom 6. April 1986 bis zum 29. Juni 1986 zu sehen.

| Nr. (ges.) | Nr. (St.) | Nr. (Prod.) | Titel                          | Regie                | Drehbuch             | Premiere D    |
| ---------- | --------- | ----------- | ------------------------------ | -------------------- | -------------------- | ------------- |
| 51         | 1         | 6355-1865   | Peter wird Jongleur            | Carlo Rola           | Karl-Heinz Käfer     | 6. Apr. 1986  |
| 52         | 2         | 6355-1859   | Peter geht auf Pilzsuche       | Arend Agthe          | Karl-Heinz Käfer     | 20. Apr. 1986 |
| 53         | 3         | 6355-1866   | Peter geht zur Feuerwehr       | Nenad Djapic         | Peter Lustig         | 27. Apr. 1986 |
| 54         | 4         | 6355-1864   | Peter fällt von der Schaukel   | Hans-Henning Borgelt | Hans-Henning Borgelt | 4. Mai 1986   |
| 55         | 5         | 6355-1857   | Computer können nicht lachen   | Carlo Rola           | Peter Lustig         | 18. Mai 1986  |
| 56         | 6         | 6355-1858   | Peter will ein Museum eröffnen | Hans-Henning Borgelt | Karl-Heinz Käfer     | 1. Juni 1986  |
| 57         | 7         | 6355-1861   | Peter sucht das Wattenmeer     | Hans-Henning Borgelt | Hans-Henning Borgelt | 8. Juni 1986  |
| 58         | 8         | 6355-1860   | Katz und Maus                  | Arend Agthe          | Burckhard Mönter     | 15. Juni 1986 |
| 59         | 9         | 6355-1863   | Wasser hat viele Gesichter     | Claus Landsittel     | Peter Lustig         | 22. Juni 1986 |
| 60         | 10        | 6355-1862   | Peter und das Sofamobil        | Claus Landsittel     | Burckhard Mönter     | 29. Juni 1986 |

#### Löwenzahn-Staffel 6
Die Erstausstrahlung der sechsten Staffel war vom 4. Januar 1987 bis zum 29. März 1987 zu sehen.

| Nr. (ges.) | Nr. (St.) | Nr. (Prod.) | Titel                            | Regie                | Drehbuch             | Premiere D    |
| ---------- | --------- | ----------- | -------------------------------- | -------------------- | -------------------- | ------------- |
| 61         | 1         | 6355-1986   | Peter steht im Bach              | Ines Schaaf          | Arend Agthe          | 4. Jan. 1987  |
| 62         | 2         | 6355-1992   | In Peters Garten ist der Wurm    | Hans-Henning Borgelt | Hans-Henning Borgelt | 11. Jan. 1987 |
| 63         | 3         | 6355-1988   | Peter sucht den Stein der Weisen | Carlo Rola           | Peter Lustig         | 25. Jan. 1987 |
| 64         | 4         | 6355-1993   | Peter baut sich einen Roboter    | Karl-Heinz Käfer     | Karl-Heinz Käfer     | 8. Feb. 1987  |
| 65         | 5         | 6355-1987   | Peter erfindet einen Stuhl       | Wolfgang Teichert    | Karl-Heinz Käfer     | 22. Feb. 1987 |
| 66         | 6         | 6355-1990   | Peter auf Tortenjagd             | Carlo Rola           | Arend Agthe          | 1. März 1987  |
| 67         | 7         | 6355-1991   | Peter macht einen Sender auf     | Hans-Henning Borgelt | Peter Lustig         | 15. März 1987 |
| 68         | 8         | 6355-1989   | Peter spart Energie              | Wolfgang Teichert    | Burckhard Mönter     | 29. März 1987 |

#### Löwenzahn-Staffel 7
Die Erstausstrahlung der siebten Staffel war vom 3. April 1988 bis zum 26. Juni 1988 zu sehen.

| Nr. (ges.) | Nr. (St.) | Nr. (Prod.) | Titel                           | Regie                | Drehbuch         | Premiere D    |
| ---------- | --------- | ----------- | ------------------------------- | -------------------- | ---------------- | ------------- |
| 69         | 1         | 6367-0020   | Peter sucht den Klapperstorch   | Claus Landsittel     | Burckhard Mönter | 3. Apr. 1988  |
| 70         | 2         | 6367-0022   | Peter tanzt auf dem Vulkan      | Claus Landsittel     | Peter Lustig     | 10. Apr. 1988 |
| 71         | 3         | 6367-0015   | Peter hat einen Untermieter     | Karl-Heinz Käfer     | Karl-Heinz Käfer | 24. Apr. 1988 |
| 72         | 4         | 6367-0019   | Peter zieht das Eisen an        | Hans-Henning Borgelt | Burckhard Mönter | 8. Mai 1988   |
| 73         | 5         | 6367-0017   | Peter baut sich ein Dreirad     | Hans-Henning Borgelt | Arend Agthe      | 22. Mai 1988  |
| 74         | 6         | 6367-0018   | Peter und der Gummibaum         | Carlo Rola           | Arend Agthe      | 29. Mai 1988  |
| 75         | 7         | 6367-0016   | Eine Ameise kommt selten allein | Karl-Heinz Käfer     | Karl-Heinz Käfer | 5. Juni 1988  |
| 76         | 8         | 6367-0021   | Peter geht auf Schatzsuche      | Carlo Rola           | Peter Lustig     | 12. Juni 1988 |
| 77         | 9         | 6367-0023   | Peter will über den Bach        | Claus Landsittel     | Peter Lustig     | 26. Juni 1988 |
| 78         | 10        | —           | Episode wurde nie gedreht       | —                    | —                | —             |

#### Löwenzahn-Staffel 8
Die Erstausstrahlung der achten Staffel war vom 22. Oktober 1989 bis zum 31. Dezember 1989 zu sehen.

| Nr. (ges.) | Nr. (St.) | Nr. (Prod.) | Titel                                | Regie                | Drehbuch         | Premiere D    |
| ---------- | --------- | ----------- | ------------------------------------ | -------------------- | ---------------- | ------------- |
| 79         | 1         | 6367-0052   | Peter geht in die Luft               | Karl-Heinz Käfer     | Karl-Heinz Käfer | 22. Okt. 1989 |
| 80         | 2         | 6367-0050   | Peter konserviert das Dach           | Dirk Jungnickel      | Burckhard Mönter | 5. Nov. 1989  |
| 81         | 3         | 6367-0078   | Peters Rattenbraut Reinhilde         | Karl-Heinz Käfer     | Karl-Heinz Käfer | 12. Nov. 1989 |
| 82         | 4         | 6367-0048   | Peter nutzt die Sonnenkraft          | Hans-Henning Borgelt | Peter Lustig     | 26. Nov. 1989 |
| 83         | 5         | 6367-0051   | Peter will nicht schlafen            | Karl-Heinz Käfer     | Karl-Heinz Käfer | 24. Dez. 1989 |
| 84         | 6         | 6367-0079   | Peter und die längste Nudel der Welt | Claus Landsittel     | Peter Lustig     | 31. Dez. 1989 |

#### Löwenzahn-Staffel 9
Die Erstausstrahlung der neunten Staffel war vom 14. Januar 1990 bis zum 18. März 1990 zu sehen.

| Nr. (ges.) | Nr. (St.) | Nr. (Prod.) | Titel                           | Regie                | Drehbuch             | Premiere D    |
| ---------- | --------- | ----------- | ------------------------------- | -------------------- | -------------------- | ------------- |
| 85         | 1         | 6367-0049   | Wasser gibt’s nicht überall     | Claus Landsittel     | Peter Lustig         | 14. Jan. 1990 |
| 86         | 2         | 6367-0081   | Peter und der Klaviertransport  | Hans-Henning Borgelt | Hans-Henning Borgelt | 28. Jan. 1990 |
| 87         | 3         | 6367-0080   | Peter entdeckt den Fliegensalto | Claus Landsittel     | Claus Landsittel     | 4. Feb. 1990  |
| 88         | 4         | 6367-0053   | Peter macht ein Bild            | Hans-Henning Borgelt | Hans-Henning Borgelt | 18. Feb. 1990 |
| 89         | 5         | 6367-0077   | Peter braucht ein neues Fenster | Hans-Henning Borgelt | Frank Haase          | 4. März 1990  |
| 90         | 6         | 6367-0082   | Peter baut sich grüne Wände     | Karl-Heinz Käfer     | Burckhard Mönter     | 18. März 1990 |

#### Löwenzahn-Staffel 10
Die Erstausstrahlung der zehnten Staffel war vom 10. März 1991 bis zum 21. April 1991 zu sehen.

| Nr. (ges.) | Nr. (St.) | Nr. (Prod.) | Titel                         | Regie                | Drehbuch                             | Premiere D    |
| ---------- | --------- | ----------- | ----------------------------- | -------------------- | ------------------------------------ | ------------- |
| 91         | 1         | 6367-0103   | Peter wird rot                | Claus Landsittel     | Karl-Heinz Käfer                     | 10. März 1991 |
| 92         | 2         | 6367-0106   | Die Pinguin-Ente              | Claus Landsittel     | Peter Lustig                         | 24. März 1991 |
| 93         | 3         | 6367-0104   | Hasen haben lange Ohren       | Wolfgang Teichert    | Sabine Korsukewitz                   | 31. März 1991 |
| 94         | 4         | 6367-0105   | Peter macht ein Donnerwetter  | Wolfgang Teichert    | Burckhard Mönter                     | 14. Apr. 1991 |
| 95         | 5         | 6367-0102   | Peter sucht das schrille Lila | Hans-Henning Borgelt | Hans-Henning Borgelt, Imogen Schmidt | 21. Apr. 1991 |

#### Löwenzahn-Staffel 11
Die Erstausstrahlung der elften Staffel war vom 6. September 1992 bis zum 1. November 1992 zu sehen.

| Nr. (ges.) | Nr. (St.) | Nr. (Prod.) | Titel                           | Regie             | Drehbuch                           | Premiere D    |
| ---------- | --------- | ----------- | ------------------------------- | ----------------- | ---------------------------------- | ------------- |
| 96         | 1         | 6367-0122   | Das Wandern ist des Peters Lust | Hannes Spring     | Sabine Korsukewitz, Imogen Schmidt | 6. Sep. 1992  |
| 97         | 2         | 6367-0123   | Peters Bühnenzauber             | Karl-Heinz Käfer  | Wolfgang Pauls, Imogen Schmidt     | 13. Sep. 1992 |
| 98         | 3         | 6367-0162   | Peter geht zum Fernsehen        | Wolfgang Teichert | Peter Lustig                       | 27. Sep. 1992 |
| 99         | 4         | 6367-0120   | Der Wind in der Steckdose       | Wolfgang Teichert | Peter Lustig                       | 11. Okt. 1992 |
| 100        | 5         | 6367-0121   | Eine Ente im Weltall            | Wolfgang Teichert | Peter Lustig                       | 18. Okt. 1992 |
| 101        | 6         | 6367-0124   | Eine Wiese voller Schrecken     | Wolfgang Teichert | Sabine Korsukewitz                 | 1. Nov. 1992  |

#### Löwenzahn-Staffel 12
Die Erstausstrahlung der zwölften Staffel war vom 4. April 1993 bis zum 6. Juni 1993 zu sehen.

| Nr. (ges.) | Nr. (St.) | Nr. (Prod.) | Titel                                 | Regie             | Drehbuch                      | Premiere D    |
| ---------- | --------- | ----------- | ------------------------------------- | ----------------- | ----------------------------- | ------------- |
| 102        | 1         | 6367-0161   | Peter hat viel Zeit                   | Hannes Spring     | Peter Lustig                  | 4. Apr. 1993  |
| 103        | 2         | 6367-0163   | Die Biene im Pelz                     | Hannes Spring     | Peter Lustig                  | 11. Apr. 1993 |
| 104        | 3         | 6367-0164   | Peter und die Drachenbabies           | Renate Vacano     | Karl-Heinz Käfer              | 25. Apr. 1993 |
| 105        | 4         | 6367-0165   | Peter findet das kalte Licht          | Hannes Spring     | Karl-Heinz Käfer              | 2. Mai 1993   |
| 106        | 5         | 6367-0047   | In Peters Garten schmatzt ein Schwein | Renate Vacano     | Imogen Schmidt                | 16. Mai 1993  |
| 107        | 6         | 6367-0160   | Peter steckt im Stau                  | Wolfgang Teichert | Imogen Schmidt, Hannes Spring | 6. Juni 1993  |

#### Löwenzahn-Staffel 13
Die Erstausstrahlung der dreizehnten Staffel war vom 21. August 1994 bis zum 25. September 1994 zu sehen.

| Nr. (ges.) | Nr. (St.) | Nr. (Prod.) | Titel                         | Regie                  | Drehbuch         | Premiere D    |
| ---------- | --------- | ----------- | ----------------------------- | ---------------------- | ---------------- | ------------- |
| 108        | 1         | 6367-0217   | Peter und das Stacheltier     | Claus Landsittel       | Peter Lustig     | 21. Aug. 1994 |
| 109        | 2         | 6367-0197   | Peter sucht das weiße Gold    | Wolfgang Teichert      | Peter Lustig     | 28. Aug. 1994 |
| 110        | 3         | 6367-0198   | Peter und die Werbetricks     | Hannes Spring          | Peter Lustig     | 4. Sep. 1994  |
| 111        | 4         | 6367-0195   | Peter auf hoher See           | Wolfgang Teichert      | Peter Lustig     | 11. Sep. 1994 |
| 112        | 5         | 6367-0221   | Peters Reise in die Steinzeit | Claus Landsittel       | Karl-Heinz Käfer | 18. Sep. 1994 |
| 113        | 6         | 6367-0196   | Peter lebt auf großem Fuß     | Andreas Missler-Morell | Michael Bootz    | 25. Sep. 1994 |

#### Löwenzahn-Staffel 14
Die Erstausstrahlung der vierzehnten Staffel war vom 30. Oktober 1995 bis zum 24. Dezember 1995 zu sehen.

| Nr. (ges.) | Nr. (St.) | Nr. (Prod.) | Titel                              | Regie             | Drehbuch          | Premiere D    |
| ---------- | --------- | ----------- | ---------------------------------- | ----------------- | ----------------- | ------------- |
| 114        | 1         | 6367-0216   | Eine dolle Knolle                  | Wolfgang Teichert | Wolfgang Teichert | 30. Okt. 1995 |
| 115        | 2         | 6367-0243   | Peter sieht scharf                 | Hannes Spring     | Arend Agthe       | 6. Nov. 1995  |
| 116        | 3         | 6367-0220   | Von Pillendrehern und Totengräbern | Hannes Spring     | Karl-Heinz Käfer  | 13. Nov. 1995 |
| 117        | 4         | 6367-0249   | Peter und der Geist der Marksburg  | Hannes Spring     | Karl-Heinz Käfer  | 24. Dez. 1995 |

#### Löwenzahn-Staffel 15
Die Erstausstrahlung der fünfzehnten Staffel war vom 31. Dezember 1995 bis zum 29. Januar 1996 zu sehen.

| Nr. (ges.) | Nr. (St.) | Nr. (Prod.) | Titel                                | Regie             | Drehbuch         | Premiere D    |
| ---------- | --------- | ----------- | ------------------------------------ | ----------------- | ---------------- | ------------- |
| 118        | 1         | 6367-0252   | Peter lässt die Bilder laufen        | Wolfgang Teichert | Karl-Heinz Käfer | 31. Dez. 1995 |
| 119        | 2         | 6367-0218   | Peter und der gute Ton               | Wolfgang Teichert | Peter Lustig     | 15. Jan. 1996 |
| 120        | 3         | 6367-0247   | Peter und das Geheimnis der Schlange | Hannes Spring     | Karl-Heinz Käfer | 22. Jan. 1996 |
| 121        | 4         | 6367-0219   | Peters Höhenflug                     | Claus Landsittel  | Peter Lustig     | 29. Jan. 1996 |

#### Löwenzahn-Staffel 16
Die Erstausstrahlung der sechzehnten Staffel war vom 5. Februar 1996 bis zum 10. März 1996 zu sehen.

| Nr. (ges.) | Nr. (St.) | Nr. (Prod.) | Titel                         | Regie             | Drehbuch             | Premiere D    |
| ---------- | --------- | ----------- | ----------------------------- | ----------------- | -------------------- | ------------- |
| 122        | 1         | 6367-0245   | Luft im Sonderangebot         | Claus Landsittel  | Peter Lustig         | 5. Feb. 1996  |
| 123        | 2         | 6367-0244   | Peter will auf die Schiene    | Wolfgang Teichert | Peter Lustig         | 12. Feb. 1996 |
| 124        | 3         | 6367-0246   | Eine Ess- und Fressgeschichte | Wolfgang Teichert | Hans-Henning Borgelt | 4. März 1996  |
| 125        | 4         | 6367-0248   | Peter mit den großen Ohren    | Wolfgang Teichert | Peter Lustig         | 10. März 1996 |

#### Löwenzahn-Staffel 17
Die Erstausstrahlung der siebzehnten Staffel war vom 1. Dezember 1996 bis zum 23. Februar 1997 zu sehen.

| Nr. (ges.) | Nr. (St.) | Nr. (Prod.) | Titel                          | Regie             | Drehbuch     | Premiere D    |
| ---------- | --------- | ----------- | ------------------------------ | ----------------- | ------------ | ------------- |
| 126        | 1         | 6367-0250   | Peter spinnt                   | Hannes Spring     | Arend Agthe  | 1. Dez. 1996  |
| 127        | 2         | 6367-0251   | Peter und die Sonnenflecken    | Wolfgang Teichert | Peter Lustig | 8. Dez. 1996  |
| 128        | 3         | 560-00020   | Peter lässt die Puppen tanzen  | Wolfgang Teichert | Peter Lustig | 15. Dez. 1996 |
| 129        | 4         | 560-00023   | Peter und die Schnüffler       | Wolfgang Teichert | Arend Agthe  | 2. Feb. 1997  |
| 130        | 5         | 560-00021   | Warum hat der Hund vier Beine? | Hannes Spring     | Peter Lustig | 16. Feb. 1997 |
| 131        | 6         | 560-00022   | Peter schäumt                  | Wolfgang Teichert | Arend Agthe  | 23. Feb. 1997 |

#### Löwenzahn-Staffel 18
Die Erstausstrahlung der achtzehnten Staffel war vom 11. Januar 1998 bis zum 26. April 1998 zu sehen.

| Nr. (ges.) | Nr. (St.) | Nr. (Prod.) | Titel                           | Regie             | Drehbuch                          | Premiere D    |
| ---------- | --------- | ----------- | ------------------------------- | ----------------- | --------------------------------- | ------------- |
| 132        | 1         | 560-00031   | Peter geht auf Knochenjagd      | Hannes Spring     | Arend Agthe                       | 11. Jan. 1998 |
| 133        | 2         | 560-00029   | Peter und der heiße Draht       | Wolfgang Teichert | Peter Lustig                      | 18. Jan. 1998 |
| 134        | 3         | 560-00024   | Krebse unterm Blumentopf        | Hannes Spring     | Lothar Frenz                      | 25. Jan. 1998 |
| 135        | 4         | 560-00051   | Peter guckt ins Käseloch        | Wolfgang Teichert | Arend Agthe, Peter Lustig         | 1. Feb. 1998  |
| 136        | 5         | 560-00030   | Peter sucht die grünen Männchen | Hannes Spring     | Peter Lustig                      | 1. März 1998  |
| 137        | 6         | 560-00026   | Nachts sind alle Füchse grau    | Hannes Spring     | Lothar Frenz                      | 22. März 1998 |
| 138        | 7         | 560-00050   | Peter steht auf dem Deich       | Wolfgang Teichert | Jens-Erwin Siemssen, Peter Lustig | 29. März 1998 |
| 139        | 8         | 560-00027   | Ein Brot voller Überraschungen  | Wolfgang Teichert | Karl-Heinz Käfer                  | 19. Apr. 1998 |
| 140        | 9         | 560-00028   | Peter steht im Wald             | Hannes Spring     | Karl-Heinz Käfer                  | 26. Apr. 1998 |

#### Löwenzahn-Staffel 19
Die Erstausstrahlung der neunzehnten Staffel war vom 11. Februar 1999 bis zum 29. April 1999 zu sehen.

| Nr. (ges.) | Nr. (St.) | Nr. (Prod.) | Titel                                | Regie             | Drehbuch                          | Premiere D    |
| ---------- | --------- | ----------- | ------------------------------------ | ----------------- | --------------------------------- | ------------- |
| 141        | 1         | 562-01032   | Peter geht in den Untergrund         | Hannes Spring     | Karl-Heinz Schmidt-Lauzemis       | 11. Feb. 1999 |
| 142        | 2         | 562-01037   | Wo kommen die kleinen Lebkuchen her? | Hannes Spring     | Peter Lustig                      | 18. Feb. 1999 |
| 143        | 3         | 562-01033   | Peter sträubt sich                   | Wolfgang Teichert | Monika Bach                       | 25. Feb. 1999 |
| 144        | 4         | 562-01034   | Der doppelte Peter                   | Wolfgang Teichert | Monika Bach                       | 4. März 1999  |
| 145        | 5         | 562-01035   | Peter lässt den Drachen fliegen      | Wolfgang Teichert | Monika Bach                       | 11. März 1999 |
| 146        | 6         | 562-01036   | Dem Feuer auf der Spur               | Hannes Spring     | Monika Bach                       | 18. März 1999 |
| 147        | 7         | 560-00025   | Bei Peter quakt's                    | Wolfgang Teichert | Lothar Frenz                      | 25. März 1999 |
| 148        | 8         | 562-01040   | Peters Flussfahrt                    | Hannes Spring     | Peter Lustig, Jens-Erwin Siemssen | 15. Apr. 1999 |
| 149        | 9         | 560-00052   | Hühner sind musikalisch              | Wolfgang Teichert | Peter Lustig                      | 22. Apr. 1999 |
| 150        | 10        | 562-01039   | Teufelsnadeln stechen nicht          | Wolfgang Teichert | Lothar Frenz                      | 29. Apr. 1999 |

#### Löwenzahn-Staffel 20
Die Erstausstrahlung der zwanzigsten Staffel war vom 18. Februar 2000 bis zum 21. Mai 2000 zu sehen.

| Nr. (ges.) | Nr. (St.) | Nr. (Prod.) | Titel                        | Regie              | Drehbuch                    | Premiere D    |
| ---------- | --------- | ----------- | ---------------------------- | ------------------ | --------------------------- | ------------- |
| 151        | 1         | 561-03376   | Peters Hexenkräuter          | Wolfgang Teichert  | Monika Bach                 | 18. Feb. 2000 |
| 152        | 2         | 561-03379   | Peter hat 'nen Vogel         | Jens-Peter Behrend | Monika Bach                 | 25. Feb. 2000 |
| 153        | 3         | 561-03377   | Peter und die Kraft im Draht | Wolfgang Teichert  | Peter Lustig                | 3. März 2000  |
| 154        | 4         | 561-03380   | Peters Bakterienzoo          | Wolfgang Teichert  | Karl-Heinz Käfer            | 10. März 2000 |
| 155        | 5         | 561-03378   | Peter und der Bär            | Hannes Spring      | Lothar Frenz                | 17. März 2000 |
| 156        | 6         | 562-01038   | Peters Schnecken rennen      | Hannes Spring      | Lothar Frenz                | 24. März 2000 |
| 157        | 7         | 561-03383   | Peter und die Killerpilze    | Hannes Spring      | Karl-Heinz Schmidt-Lauzemis | 31. März 2000 |
| 158        | 8         | 561-03382   | Peter sucht den Entenfußbaum | Jens-Peter Behrend | Lothar Frenz, Peter Lustig  | 7. Apr. 2000  |
| 159        | 9         | 561-03381   | Peters famose Hose           | Hannes Spring      | Karl-Heinz Käfer            | 21. Mai 2000  |

#### Löwenzahn-Staffel 21
Die Erstausstrahlung der einundzwanzigsten Staffel war vom 22. März 2001 bis zum 9. Dezember 2001 zu sehen.

| Nr. (ges.) | Nr. (St.) | Nr. (Prod.) | Titel                          | Regie             | Drehbuch                    | Premiere D    |
| ---------- | --------- | ----------- | ------------------------------ | ----------------- | --------------------------- | ------------- |
| 160        | 1         | 561-04921   | Peter geht ins Krankenhaus     | Wolfgang Teichert | Peter Lustig                | 22. März 2001 |
| 161        | 2         | 561-04920   | Peter und der Tanz der Vampire | Hannes Spring     | Kai Rönnau                  | 23. März 2001 |
| 162        | 3         | 561-04924   | Peters Müll-Tour               | Hannes Spring     | Kai Rönnau                  | 26. März 2001 |
| 163        | 4         | 561-04922   | Peter wird Künstler            | Wolfgang Teichert | Peter Lustig                | 27. März 2001 |
| 164        | 5         | 561-04919   | Schmetterlinge für Bärstadt    | Wolfgang Teichert | Monika Bach, Peter Lustig   | 28. März 2001 |
| 165        | 6         | 561-04923   | Peter staut das Wasser         | Hannes Spring     | Karl-Heinz Schmidt-Lauzemis | 29. März 2001 |
| 166        | 7         | 561-04918   | Peter füttert seinen Kaktus    | Wolfgang Teichert | Peter Lustig                | 30. März 2001 |
| 167        | 8         | 561-04925   | Wenn’s dem Wasser zu kalt wird | Wolfgang Teichert | Peter Lustig                | 9. Dez. 2001  |

#### Löwenzahn-Staffel 22
Die Erstausstrahlung der zweiundzwanzigsten Staffel war vom 24. März 2002 bis zum 27. Oktober 2002 zu sehen.

| Nr. (ges.) | Nr. (St.) | Nr. (Prod.) | Titel                         | Regie                | Drehbuch                    | Premiere D    |
| ---------- | --------- | ----------- | ----------------------------- | -------------------- | --------------------------- | ------------- |
| 168        | 1         | 561-06736   | Ohne Moos nichts los          | Hannes Spring        | Arend Agthe                 | 24. März 2002 |
| 169        | 2         | 561-06737   | Peters süßes Geheimnis        | Wolfgang Teichert    | Andrea Jähnel, Peter Lustig | 31. März 2002 |
| 170        | 3         | 561-06734   | Peter sucht den Taubenräuber  | Hannes Spring        | Arend Agthe                 | 7. Apr. 2002  |
| 171        | 4         | 561-06735   | Der Schatz der Vergangenheit  | Hannes Spring        | Kai Rönnau                  | 14. Apr. 2002 |
| 172        | 5         | 561-06738   | Peter hat es schwarz auf weiß | Wolfgang Teichert    | Kai Rönnau                  | 21. Apr. 2002 |
| 173        | 6         | 561-06733   | Der fliegende Bauwagen        | Wolfgang Teichert    | Peter Lustig                | 13. Okt. 2002 |
| 174        | 7         | 561-06732   | Peter versinkt im Moor        | Hans-Henning Borgelt | Hans-Henning Borgelt        | 20. Okt. 2002 |
| 175        | 8         | 561-06731   | Peter und die Wölfe           | Wolfgang Teichert    | Kai Rönnau                  | 27. Okt. 2002 |

#### Löwenzahn-Staffel 23
Die Erstausstrahlung der dreiundzwanzigsten Staffel war vom 30. März 2003 bis zum 18. Mai 2003 zu sehen.

| Nr. (ges.) | Nr. (St.) | Nr. (Prod.) | Titel                              | Regie                | Drehbuch           | Premiere D    |
| ---------- | --------- | ----------- | ---------------------------------- | -------------------- | ------------------ | ------------- |
| 176        | 1         | 561-07607   | Peter klettert in den Bergen       | Hannes Spring        | Kai Rönnau         | 30. März 2003 |
| 177        | 2         | 561-07606   | Peter auf zwei Rädern              | Wolfgang Teichert    | Peter Lustig       | 6. Apr. 2003  |
| 178        | 3         | 561-07602   | Peter kommt auf den Hund           | Wolfgang Teichert    | Marina Vorlop-Bell | 13. Apr. 2003 |
| 179        | 4         | 561-07601   | Peter entdeckt die Jäger der Nacht | Wolfgang Teichert    | Arend Agthe        | 20. Apr. 2003 |
| 180        | 5         | 561-07600   | Peter und das Biest vom Bärensee   | Hannes Spring        | Kai Rönnau         | 27. Apr. 2003 |
| 181        | 6         | 561-07605   | Peter und die Kupferkanne          | Hans-Henning Borgelt | Kai Rönnau         | 4. Mai 2003   |
| 182        | 7         | 561-07603   | Peter segelt gegen den Wind        | Hannes Spring        | Arend Agthe        | 11. Mai 2003  |
| 183        | 8         | 561-07604   | Peter als Wetterfrosch             | Hans-Henning Borgelt | Kai Rönnau         | 18. Mai 2003  |

#### Löwenzahn-Staffel 24
Die Erstausstrahlung der vierundzwanzigsten Staffel war vom 4. April 2004 bis zum 31. Oktober 2004 zu sehen.

| Nr. (ges.) | Nr. (St.) | Nr. (Prod.) | Titel                        | Regie                | Drehbuch                    | Premiere D    |
| ---------- | --------- | ----------- | ---------------------------- | -------------------- | --------------------------- | ------------- |
| 184        | 1         | 561-09629   | Peter will 'ne Minikuh       | Hannes Spring        | Kai Rönnau                  | 4. Apr. 2004  |
| 185        | 2         | 561-09633   | Peter jagt den Dieb          | Wolfgang Teichert    | Kai Rönnau                  | 11. Apr. 2004 |
| 186        | 3         | 561-09631   | Peter braucht Mist           | Hannes Spring        | Arend Agthe                 | 18. Apr. 2004 |
| 187        | 4         | 561-09627   | Peters Stimme wird gestimmt  | Wolfgang Teichert    | Arend Agthe                 | 25. Apr. 2004 |
| 188        | 5         | 561-09630   | Peter sucht die Perlmuschel  | Hannes Spring        | Arend Agthe                 | 2. Mai 2004   |
| 189        | 6         | 561-09628   | Peter beißt zu               | Hans-Henning Borgelt | Kai Rönnau                  | 9. Mai 2004   |
| 190        | 7         | 561-09626   | Peter dreht sein Haus        | Hannes Spring        | Peter Lustig                | 9. Okt. 2004  |
| 191        | 8         | 561-09632   | Peter rettet die Straßenbahn | Hans-Henning Borgelt | Peter Lustig, Igor Hartmann | 16. Okt. 2004 |
| 192        | 9         | 561-09634   | Peter geht zur Feuerwehr     | Wolfgang Teichert    | Marina Vorlop-Bell          | 31. Okt. 2004 |

#### Löwenzahn-Staffel 25
Die Erstausstrahlung der fünfundzwanzigsten Staffel war vom 3. April 2005 bis zum 7. Oktober 2006 zu sehen.

| Nr. (ges.) | Nr. (St.) | Nr. (Prod.) | Titel                           | Regie                | Drehbuch                         | Premiere D    |
| ---------- | --------- | ----------- | ------------------------------- | -------------------- | -------------------------------- | ------------- |
| 193        | 1         | 561-10757   | Peter schickt ein Licht ins All | Marc-Andreas Bochert | Kai Rönnau, Peter Lustig         | 3. Apr. 2005  |
| 194        | 2         | 561-10756   | Peters Boot ist nicht von Pappe | Marc-Andreas Bochert | Marina Vorlop-Bell, Peter Lustig | 10. Apr. 2005 |
| 195        | 3         | 561-10758   | Biber in Bärstadt               | Marc-Andreas Bochert | Marina Vorlop-Bell, Peter Lustig | 24. Apr. 2005 |
| 196        | 4         | 561-10754   | Bei Peter staubt’s              | Gabriele Degener     | Arend Agthe, Peter Lustig        | 13. Nov. 2005 |
| 197        | 5         | 561-10753   | Peter haut den Stein            | Wolfgang Teichert    | Peter Lustig                     | 20. Nov. 2005 |
| 198        | 6         | 561-10755   | Peter lässt die Flöhe springen  | Gabriele Degener     | Arend Agthe, Peter Lustig        | 4. Dez. 2005  |
| 199        | 7         | 561-10759   | Peters Wettlauf mit der Post    | Wolfgang Teichert    | Marina Vorlop-Bell, Peter Lustig | 18. Dez. 2005 |
| 200        | 8         | 561-10760   | Die Reise ins Abenteuer Teil 1  | Hannes Spring        | Kai Rönnau, Peter Lustig         | 17. Sep. 2006 |
| 201        | 9         | 561-10761   | Die Reise ins Abenteuer Teil 2  | Hannes Spring        | Kai Rönnau, Peter Lustig         | 24. Sep. 2006 |
| 202        | 10        | 561-10762   | Die Reise ins Abenteuer Teil 3  | Hannes Spring        | Kai Rönnau, Peter Lustig         | 7. Okt. 2006  |
| 203        | 11        | —           | Die Reise ins Abenteuer         | Hannes Spring        | Kai Rönnau, Peter Lustig         | 16. Okt. 2005 |

### Fritz Fuchs
Guido Hammesfahr

#### Löwenzahn-Staffel 26
Die Erstausstrahlung der sechsundzwanzigsten Staffel war vom 8. Oktober 2006 bis zum 22. April 2007 zu sehen.

| Nr. (ges.) | Nr. (St.) | Produktions- reihenfolge | Titel                                        | Regie                        | Drehbuch                   | Premiere D    |
| ---------- | --------- | ------------------------ | -------------------------------------------- | ---------------------------- | -------------------------- | ------------- |
| 1          | 1         | 214                      | Verblüffende Entdeckung in Bärstadt          | Jürgen Weber                 | Kai Rönnau                 | 8. Okt. 2006  |
| 2          | 2         | 207                      | Kakerlaken – Schabenalarm im Bauwagen        | Hannes Spring                | Georg Bussek               | 15. Okt. 2006 |
| 3          | 3         | 206                      | Hubschrauber – Höhenflug im Elchwinkel       | Gabriele Degener             | Arend Agthe                | 22. Okt. 2006 |
| 4          | 4         | 208                      | Rätselhafte Tiere – Bigfoot in Bärstadt      | Hannes Spring                | Kai Rönnau                 | 29. Okt. 2006 |
| 5          | 5         | 212                      | Wildschweine – Auf Fährtensuche im Wald      | Hannes Spring                | Katrin Bongard             | 11. Nov. 2006 |
| 6          | 6         | 209                      | Robben – Ein Fischfresser auf Landgang       | Gabriele Degener             | Kai Rönnau                 | 12. Nov. 2006 |
| 7          | 7         | 218                      | Geheimnisvolle Bäume – Schatzsuche im Gehölz | Jens-Peter Behrend           | Arend Agthe                | 3. Dez. 2006  |
| 8          | 8         | 215                      | Gummi – Kautschuk für den Kiosk              | Jens-Peter Behrend           | Kai Rönnau                 | 10. Dez. 2006 |
| 9          | 9         | 210                      | Tauchen – Bucht der versunkenen Schätze      | Jens-Peter Behrend           | Roland Fauser              | 14. Jan. 2007 |
| 10         | 10        | 204                      | Streichinstrumente – Der große Auftritt      | Arend Agthe, Wolfgang Eißler | Kai Rönnau, Katrin Bongard | 27. Jan. 2007 |
| 11         | 11        | 216                      | Wind – Eine Mühle dreht durch                | Klaus Gietinger              | Jens-Erwin Siemssen        | 11. Feb. 2007 |
| 12         | 12        | 217                      | Regenwürmer – Der weltbeste Dünger           | Klaus Gietinger              | Monika Bach                | 25. Feb. 2007 |
| 13         | 13        | 213                      | Bionik – Technik aus Natur                   | Wolfgang Eißler              | Kai Rönnau                 | 11. März 2007 |
| 14         | 14        | 211                      | Tunnel – Gleise Richtung Untergrund          | Klaus Gietinger              | Kai Rönnau                 | 18. März 2007 |
| 15         | 15        | 205                      | Erdwärme – Heißes Pflaster in Bärstadt       | Wolfgang Eißler              | Kai Rönnau                 | 15. Apr. 2007 |
| 16         | 16        | 219                      | Salz – Weißes Gold zum Geburtstag            | Wolfgang Eißler              | Bob Konrad                 | 22. Apr. 2007 |

#### Löwenzahn-Staffel 27
Die Erstausstrahlung der siebenundzwanzigsten Staffel war vom 16. September 2007 bis zum 20. April 2008 zu sehen.

| Nr. (ges.) | Nr. (St.) | Produktions- reihenfolge | Titel                                        | Regie              | Drehbuch                               | Premiere D    |
| ---------- | --------- | ------------------------ | -------------------------------------------- | ------------------ | -------------------------------------- | ------------- |
| 17         | 1         | 223                      | Mond – Das galaktische Grundstück            | Hannes Spring      | Georg Bussek                           | 16. Sep. 2007 |
| 18         | 2         | 222                      | Sport – Die schweißtreibende Suche           | Hannes Spring      | Kai Rönnau                             | 23. Sep. 2007 |
| 19         | 3         | 221                      | Blut – Rätselhafte Spuren                    | Hannes Spring      | Arend Agthe                            | 6. Okt. 2007  |
| 20         | 4         | 220                      | Schlangen – Geheimnisvolle Verstecke         | Wolfgang Eißler    | Klaus-Peter Wolf                       | 13. Okt. 2007 |
| 21         | 5         | 224                      | Hören – Karibische Klänge am Bauwagen        | Wolfgang Eißler    | Jan Strathmann                         | 14. Okt. 2007 |
| 22         | 6         | 227                      | Teich – Wette für den Wasserlauf             | Gabriele Degener   | Monika Bach                            | 21. Okt. 2007 |
| 23         | 7         | 230                      | Lebenswandel – Zeitreise in Bärstadt         | Jens-Peter Behrend | Kai Rönnau                             | 28. Okt. 2007 |
| 24         | 8         | 225                      | Haut – Empfindlich auf die Pelle gerückt     | Wolfgang Eißler    | Kai Rönnau                             | 4. Nov. 2007  |
| 25         | 9         | 226                      | Sonnenenergie – Strom für die Finsternis     | Gabriele Degener   | Kai Rönnau                             | 17. Nov. 2007 |
| 26         | 10        | 228                      | Schiffe – Spuk an Bord                       | Jens-Peter Behrend | Jens-Erwin Siemssen                    | 6. Jan. 2008  |
| 27         | 11        | 229                      | Glas – Die Spur der blauen Scherbe           | Jens-Peter Behrend | Kai Rönnau                             | 5. Jan. 2008  |
| 28         | 12        | 233                      | Schlaf – Aufwachen in Bärstadt               | Klaus Gietinger    | Bob Konrad                             | 10. Feb. 2008 |
| 29         | 13        | 232                      | Hunde – Keks ist verschwunden                | Klaus Gietinger    | Monika Bach                            | 24. Feb. 2008 |
| 30         | 14        | 234                      | Köttel und Co. – wissen was hinten rauskommt | Wolfgang Eißler    | Kai Rönnau                             | 22. März 2008 |
| 31         | 15        | 235                      | Schimmel – Pelziger Besuch                   | Wolfgang Eißler    | Anne Benza Madingou, Christina Erbertz | 6. Apr. 2008  |
| 32         | 16        | 231                      | Buch – Rettung auf den letzten Seiten        | Klaus Gietinger    | Andreas Steinhöfel                     | 20. Apr. 2008 |

#### Löwenzahn-Staffel 28
Die Erstausstrahlung der achtundzwanzigsten Staffel war vom 11. Oktober 2008 bis zum 11. April 2009 zu sehen.

| Nr. (ges.) | Nr. (St.) | Produktions- reihenfolge | Titel                                 | Regie                          | Drehbuch                               | Premiere D    |
| ---------- | --------- | ------------------------ | ------------------------------------- | ------------------------------ | -------------------------------------- | ------------- |
| 33         | 1         | 241                      | Schokolade – Das süße Geheimnis       | Hannes Spring                  | Kai Rönnau                             | 11. Okt. 2008 |
| 34         | 2         | 236                      | Riechen – Dicke Luft im Kiosk         | Hannes Spring                  | Anne Benza Madingou, Christina Erbertz | 18. Okt. 2008 |
| 35         | 3         | 249                      | Schafe – Ausreißer im Wollpelz        | Hannes Spring                  | Kai Rönnau                             | 25. Okt. 2008 |
| 36         | 4         | 239                      | Fahrrad – Verfolgung auf zwei Rädern  | Wolfgang Eißler                | Jens-Erwin Siemssen                    | 1. Nov. 2008  |
| 37         | 5         | 242                      | Kleben – Kraftprobe für den Kleister  | Wolfgang Eißler                | Jens Maria Merz                        | 8. Nov. 2008  |
| 38         | 6         | 238                      | Störche – Nestsuche für den Nachwuchs | Marc-Andreas Bochert           | Monika Bach                            | 15. Nov. 2008 |
| 39         | 7         | 240                      | Roboter – Der traumhafte Helfer       | Wolfgang Eißler                | Kai Rönnau                             | 22. Nov. 2008 |
| 40         | 8         | 237                      | Katzen – Streuner auf samtigen Pfoten | Marc-Andreas Bochert           | Arend Agthe                            | 29. Nov. 2008 |
| 41         | 9         | 244                      | Wasser – Durstig in Bärstadt          | Klaus Gietinger                | Andreas Steinhöfel                     | 13. Dez. 2008 |
| 42         | 10        | 245                      | Telefon – Unheimliche Verbindung      | Klaus Gietinger                | Andreas Steinhöfel                     | 20. Dez. 2008 |
| 43         | 11        | 243                      | Höhlen – Expedition Drachenzahn       | Klaus-Peter Wolf               | Bettina Göschl                         | 31. Jan. 2009 |
| 44         | 12        | 251                      | Licht – Die zauberhafte Erleuchtung   | Jens-Peter Behrend             | Kai Rönnau                             | 7. Feb. 2009  |
| 45         | 13        | 246                      | Farben – Das unglaubliche Himmelblau  | Wolfgang Eißler                | Jan Strathmann                         | 21. Feb. 2009 |
| 46         | 14        | 250                      | Feuer – Das heiße Abenteuer           | Wolfgang Eißler, Roland Fauser | Kai Rönnau                             | 7. März 2009  |
| 47         | 15        | 248                      | Auge – Der doppelte Durchblick        | Wolfgang Eißler                | Anne Benza Madingou, Christina Erbertz | 28. März 2009 |
| 48         | 16        | 247                      | Pferde – Der rettende Sprung          | Klaus Gietinger                | Anne Benza Madingou, Christina Erbertz | 11. Apr. 2009 |

#### Löwenzahn-Staffel 29
Die Erstausstrahlung der neunundzwanzigsten Staffel war vom 10. Oktober 2009 bis zum 18. April 2010 zu sehen.

| Nr. (ges.) | Nr. (St.) | Produktions- reihenfolge | Titel                                       | Regie           | Drehbuch                               | Premiere D    |
| ---------- | --------- | ------------------------ | ------------------------------------------- | --------------- | -------------------------------------- | ------------- |
| 49         | 1         | 259                      | Magnete – Im Zauber der magischen Kraft     | Hannes Spring   | Kai Rönnau                             | 10. Okt. 2009 |
| 50         | 2         | 256                      | Frösche – Der Prinz vom matschigen Tümpel   | Hannes Spring   | Kai Rönnau                             | 17. Okt. 2009 |
| 51         | 3         | 255                      | Strom – Hochspannung am Bauwagen            | Julian Plica    | Jens Maria Merz                        | 24. Okt. 2009 |
| 52         | 4         | 258                      | Kohlendioxid – Ein Gas unter Druck          | Hannes Spring   | Kai Rönnau                             | 31. Okt. 2009 |
| 53         | 5         | 252                      | Gewitter – Die tollkühne Blitzjagd          | Julian Plica    | Jürgen Michel, Marc Meyer              | 7. Nov. 2009  |
| 54         | 6         | 254                      | Segeln – Rivalen im Wind                    | Klaus Gietinger | Jens Maria Merz                        | 14. Nov. 2009 |
| 55         | 7         | 253                      | Hühner – Das große Gackern                  | Klaus Gietinger | Arend Agthe                            | 21. Nov. 2009 |
| 56         | 8         | 265                      | Müll – Kampf der vollen Tonne               | Klaus Gietinger | Jürgen Michel, Marc Meyer              | 13. Dez. 2009 |
| 57         | 9         | 266                      | Kuh – Erste Hilfe für die Milch             | Klaus Gietinger | Marc Meyer, Jürgen Michel              | 20. Dez. 2009 |
| 58         | 10        | 260                      | Moor – Der Fund im dunklen Sumpf            | Klaus Gietinger | Jens-Erwin Siemssen                    | 27. Dez. 2009 |
| 59         | 11        | 257                      | Wildes Kraut – Der unschlagbare Löwenzahn   | Hannes Spring   | Anne Benza Madingou, Christina Erbertz | 27. März 2010 |
| 60         | 12        | 264                      | Entwicklung des Lebens – Das schlaue Wunder | Wolfgang Eißler | Kai Rönnau                             | 28. März 2010 |
| 61         | 13        | 262                      | Fuchs – Auf furchtloser Fährte              | Wolfgang Eißler | Jan Strathmann                         | 4. Apr. 2010  |
| 62         | 14        | 267                      | Spinne – Leben am seidenen Faden            | Klaus Gietinger | Kai Rönnau                             | 10. Apr. 2010 |
| 63         | 15        | 261                      | Fliegen – Im Rausch der Lüfte               | Klaus Gietinger | Andreas Steinhöfel                     | 11. Apr. 2010 |
| 64         | 16        | 263                      | Ratten – Der Fänger von Bärstadt            | Wolfgang Eißler | Christina Erbertz                      | 18. Apr. 2010 |

#### Löwenzahn-Staffel 30
Die Erstausstrahlung der dreißigsten Staffel war vom 24. Oktober 2010 bis zum 29. Mai 2011 zu sehen.

| Nr. (ges.) | Nr. (St.) | Produktions- reihenfolge | Titel                                     | Regie           | Drehbuch                               | Premiere D    |
| ---------- | --------- | ------------------------ | ----------------------------------------- | --------------- | -------------------------------------- | ------------- |
| 65         | 1         | 274                      | Wunderbarer Wald – Im Labyrinth der Bäume | Hannes Spring   | Kai Rönnau                             | 24. Okt. 2010 |
| 66         | 2         | 277                      | Papier und Pappe – Entflammendes Spiel    | Hannes Spring   | Jens-Erwin Siemssen                    | 31. Okt. 2010 |
| 67         | 3         | 273                      | Geocaching – Schatzjagd mit dem GPS       | Klaus Gietinger | Andreas Steinhöfel                     | 7. Nov. 2010  |
| 68         | 4         | 272                      | Hasen und Kaninchen – Gefährliche Grabung | Hannes Spring   | Christina Erbertz, Anne Benza Madingou | 14. Nov. 2010 |
| 69         | 5         | 270                      | Skelett – Knochenbruch beim Pokalspiel    | Klaus Gietinger | Jens Maria Merz                        | 21. Nov. 2010 |
| 70         | 6         | 271                      | Biogas – Gold aus Mist gemacht            | Klaus Gietinger | Kai Rönnau                             | 28. Nov. 2010 |
| 71         | 7         | 268                      | Esel – Entführung bei Nacht               | Marc Meyer      | Roland Fauser                          | 8. Mai 2011   |
| 72         | 8         | 275                      | Raben – Rätselhafte Rufe                  | Klaus Gietinger | Roland Fauser                          | 15. Mai 2011  |
| 73         | 9         | 269                      | Fledermäuse – Die große Flucht            | Klaus Gietinger | Arend Agthe                            | 22. Mai 2011  |
| 74         | 10        | 276                      | Zähne – Der unheimliche Biss              | Martin Meyer    | Christina Erbertz, Anne Benza Madingou | 29. Mai 2011  |

#### Löwenzahn-Staffel 31
Die Erstausstrahlung der einunddreißigsten Staffel war vom 9. Oktober 2011 bis zum 1. April 2012 zu sehen.

| Nr. (ges.) | Nr. (St.) | Produktions- reihenfolge | Titel                                    | Regie           | Drehbuch                    | Premiere D    |
| ---------- | --------- | ------------------------ | ---------------------------------------- | --------------- | --------------------------- | ------------- |
| 75         | 1         | 281                      | Marienkäfer – Das große Fressen          | Hannes Spring   | Kai Rönnau                  | 9. Okt. 2011  |
| 76         | 2         | 285                      | Brücken – Die geniale Verbindung         | Klaus Gietinger | Marc Meyer                  | 16. Okt. 2011 |
| 77         | 3         | 284                      | Bienen – Der Raub der Honigmacher        | Hannes Spring   | Tatjana Stankovic           | 23. Okt. 2011 |
| 78         | 4         | 283                      | Wölfe – Geheimnisvolles Heulen           | Hannes Spring   | Anja Beyer                  | 30. Okt. 2011 |
| 79         | 5         | 278                      | Erdbeben – Erschütterung am Bauwagen     | Klaus Gietinger | Marc Meyer, Jürgen Michel   | 6. Nov. 2011  |
| 80         | 6         | 286                      | Wasserkraft – Das Rätsel der alten Mühle | Klaus Gietinger | Kai Rönnau                  | 13. Nov. 2011 |
| 81         | 7         | 279                      | Echsen – Der letzte Saurier              | Marc Meyer      | Marc Meyer, Marc Meyer      | 20. Nov. 2011 |
| 82         | 8         | 280                      | Bauen – Geheimaktion im Geisterhaus      | Marc Meyer      | Kai Rönnau                  | 27. Nov. 2011 |
| 83         | 9         | 288                      | Uhren – Wettlauf gegen die Zeit          | Klaus Gietinger | Kai Rönnau                  | 4. Dez. 2011  |
| 84         | 10        | 282                      | Steine – Ein harter Schwindel            | Klaus Gietinger | Jürgen Michel, Oliver Rauch | 15. Jan. 2012 |
| 85         | 11        | 292                      | Gehirn – Der vergessene Freund           | Klaus Gietinger | Christina Erbertz           | 22. Jan. 2012 |
| 86         | 12        | 293                      | Gift – Der knallrote Kuchen              | Wolfgang Eißler | Jürgen Michel, Marc Meyer   | 29. Jan. 2012 |
| 87         | 13        | 287                      | Steinzeit – Die gefälschte Venus         | Wolfgang Eißler | Jürgen Michel, Marc Meyer   | 5. Feb. 2012  |
| 88         | 14        | 289                      | Fische – Der Karpfenräuber               | Marc Meyer      | Anja Beyer                  | 18. März 2012 |
| 89         | 15        | 291                      | Leben und Sterben – Das alte Rätsel      | Wolfgang Eißler | Roland Fauser               | 25. März 2012 |
| 90         | 16        | 290                      | Feuerwehr – Brandstifter in Bärstadt     | Marc Meyer      | Jan Strathmann              | 1. Apr. 2012  |

#### Löwenzahn-Staffel 32
Die Erstausstrahlung der zweiunddreißigsten Staffel war vom 7. Oktober 2012 bis zum 26. Mai 2013 zu sehen.

| Nr. (ges.) | Nr. (St.) | Produktions- reihenfolge | Titel                                      | Regie           | Drehbuch                  | Premiere D    |
| ---------- | --------- | ------------------------ | ------------------------------------------ | --------------- | ------------------------- | ------------- |
| 91         | 1         | 294                      | Zauberei – Der Geheimnisvolle Magier       | Hannes Spring   | Jürgen Michel, Marc Meyer | 7. Okt. 2012  |
| 92         | 2         | 296                      | Film – Die große Rolle                     | Hannes Spring   | Roland Fauser             | 14. Okt. 2012 |
| 93         | 3         | 295                      | Luft – Ein Plattfuß kommt selten allein    | Hannes Spring   | Kai Rönnau                | 21. Okt. 2012 |
| 94         | 4         | 297                      | Bakterien – Die Bärstadt-Bazille           | Marc Meyer      | Christina Erbertz         | 28. Okt. 2012 |
| 95         | 5         | 298                      | Sterne – Blick in unendliche Weiten        | Marc Meyer      | Marc Meyer, Jürgen Michel | 4. Nov. 2012  |
| 96         | 6         | 300                      | Schmetterlinge – Einsatz für die Wildwiese | Wolfgang Eißler | Anja Beyer                | 11. Nov. 2012 |
| 97         | 7         | 301                      | Burgen – Das Gespenst von Greifenklau      | Wolfgang Eißler | André F. Nebe             | 18. Nov. 2012 |
| 98         | 8         | 299                      | Schrift – Geheimnisvolle Botschaften       | Wolfgang Eißler | Jürgen Michel, Marc Meyer | 25. Nov. 2012 |
| 99         | 9         | 306                      | Laser – Die Jagd nach dem Lichtschwert     | Klaus Gietinger | Kai Rönnau                | 2. Dez. 2012  |
| 100        | 10        | 302                      | Zucker – Die Spur der süßen Fracht         | Klaus Gietinger | Christina Erbertz         | 9. Dez. 2012  |
| 101        | 11        | 303                      | Schwein – Die superschlaue Mini-Sau        | Klaus Gietinger | Roland Fauser             | 16. Dez. 2012 |
| 102        | 12        | 304                      | Maulwurf – Der unsichtbare Untermieter     | Herwig Fischer  | Marc Meyer, Jürgen Michel | 12. Mai 2013  |
| 103        | 13        | 307                      | Schnecken – Das riskante Rennen            | Herwig Fischer  | Kai Rönnau                | 19. Mai 2013  |
| 104        | 14        | 305                      | Igel – Stacheltiere in Gefahr              | Herwig Fischer  | André F. Nebe             | 26. Mai 2013  |

#### Löwenzahn-Staffel 33
Die Erstausstrahlung der dreiunddreißigsten Staffel war vom 13. Oktober 2013 bis zum 27. April 2014 zu sehen.

| Nr. (ges.) | Nr. (St.) | Produktions- reihenfolge | Titel                                      | Regie           | Drehbuch          | Premiere D    |
| ---------- | --------- | ------------------------ | ------------------------------------------ | --------------- | ----------------- | ------------- |
| 105        | 1         | 315                      | Lama – Eine folgenreiche Verwechslung      | Hannes Spring   | Christina Erbertz | 13. Okt. 2013 |
| 106        | 2         | 308                      | Holz – Der Baum auf dem Büdchen            | Hannes Spring   | Kai Rönnau        | 20. Okt. 2013 |
| 107        | 3         | 309                      | Straßenbahn – Der falsche Verdacht         | Hannes Spring   | Roland Fauser     | 27. Okt. 2013 |
| 108        | 4         | 310                      | Pflanzen – Die giftgrüne Wunderalge        | Hannes Spring   | Kai Rönnau        | 3. Nov. 2013  |
| 109        | 5         | 313                      | Kanalisation – Verfolgung in der Unterwelt | Wolfgang Eißler | Eva Lia Reinegger | 10. Nov. 2013 |
| 110        | 6         | 311                      | Feuersalamander – Jagd auf den Lurch       | Wolfgang Eißler | Eckehard Weis     | 17. Nov. 2013 |
| 111        | 7         | 314                      | Käse – Das geheime Rezept                  | Wolfgang Eißler | Anja Beyer        | 24. Nov. 2013 |
| 112        | 8         | 316                      | Brot und Korn – Der heimliche Helfer       | Wolfgang Eißler | André F. Nebe     | 1. Dez. 2013  |
| 113        | 9         | 320                      | Metall – Der Schatz im Schrott             | Klaus Gietinger | Kai Rönnau        | 8. Dez. 2013  |
| 114        | 10        | 317                      | Hamster – Dicke Backen in Bärstadt         | Klaus Gietinger | Kai Rönnau        | 15. Dez. 2013 |
| 115        | 11        | 318                      | Biber – Der rettende Damm                  | Klaus Gietinger | Jürgen Michel     | 22. Dez. 2013 |
| 116        | 12        | 312                      | Glück – Das große Los                      | Wolfgang Eißler | Jürgen Michel     | 5. Jan. 2014  |
| 117        | 13        | 322                      | Staub – Verräterische Spuren               | Wolfgang Eißler | Eva Lia Reinegger | 12. Jan. 2014 |
| 118        | 14        | 321                      | Wolken – Die Hagelkanone                   | Wolfgang Eißler | Marina Heib       | 13. Apr. 2014 |
| 119        | 15        | 323                      | Archäologie – Wikinger in Bärstadt         | Wolfgang Eißler | Jürgen Michel     | 20. Apr. 2014 |
| 120        | 16        | 319                      | Wasser und Eis – Spuk am Bauwagen          | Wolfgang Eißler | Jürgen Michel     | 27. Apr. 2014 |

#### Löwenzahn-Staffel 34
Die Erstausstrahlung der vierunddreißigsten Staffel war vom 19. Oktober 2014 bis zum 17. Mai 2015 zu sehen.

| Nr. (ges.) | Nr. (St.) | Produktions- reihenfolge | Titel                                 | Regie           | Drehbuch        | Premiere D    |
| ---------- | --------- | ------------------------ | ------------------------------------- | --------------- | --------------- | ------------- |
| 121        | 1         | 324                      | Haare – Das falsche Rot               | Hannes Spring   | Eckehard Weis   | 19. Okt. 2014 |
| 122        | 2         | 332                      | Gans – Die verschwundene Diva         | Hannes Spring   | Anja Kömmerling | 26. Okt. 2014 |
| 123        | 3         | 334                      | Mechanik – Die unglaubliche Maschine  | Hannes Spring   | Jürgen Michel   | 2. Nov. 2014  |
| 124        | 4         | 331                      | Eule – Das Ungeheuer von Bärstadt     | Hannes Spring   | Sandra Weller   | 9. Nov. 2014  |
| 125        | 5         | 335                      | Fußball – Das Wunder von Bärstadt     | Wolfgang Eißler | Eckehard Weis   | 16. Nov. 2014 |
| 126        | 6         | 329                      | Plastik – Die zündende Idee           | Wolfgang Eißler | Kai Rönnau      | 23. Nov. 2014 |
| 127        | 7         | 333                      | Ameisen – Rettet die Königin          | Wolfgang Eißler | Jürgen Michel   | 30. Nov. 2014 |
| 128        | 8         | 330                      | Wunder des Lebens – Mit Liebe gemacht | Wolfgang Eißler | Kai Rönnau      | 7. Dez. 2014  |
| 129        | 9         | 327                      | Kriminalistik – Der falsche Hase      | Klaus Gietinger | Kai Rönnau      | 14. Dez. 2014 |
| 130        | 10        | 328                      | Waschbären – Die wilde WG             | Klaus Gietinger | Kai Rönnau      | 3. Mai 2015   |
| 131        | 11        | 325                      | Kartoffel – Die letzte ihrer Art      | Klaus Gietinger | Kai Rönnau      | 10. Mai 2015  |
| 132        | 12        | 326                      | Fotografie – Der Doppelgänger         | Klaus Gietinger | Lia Reinegger   | 17. Mai 2015  |

#### Löwenzahn-Staffel 35
Die Erstausstrahlung der fünfunddreißigsten Staffel war vom 1. November 2015 bis zum 8. Mai 2016 zu sehen.

| Nr. (ges.) | Nr. (St.) | Produktions- reihenfolge | Titel                                     | Regie           | Drehbuch                                      | Premiere D    |
| ---------- | --------- | ------------------------ | ----------------------------------------- | --------------- | --------------------------------------------- | ------------- |
| 133        | 1         | 340                      | Mathe – Die rätselhafte Zahlenjagd        | Hannes Spring   | Jürgen Michel                                 | 1. Nov. 2015  |
| 134        | 2         | 341                      | Sand – Die Sphinx von Bärstadt            | Hannes Spring   | Eckehard Weis                                 | 7. Nov. 2015  |
| 135        | 3         | 339                      | Luchs – Der listige Jäger                 | Wolfgang Eißler | Marc Meyer                                    | 7. Nov. 2015  |
| 136        | 4         | 338                      | Schildkröte – Das Orakel von Bärstadt     | Wolfgang Eißler | Die Köbris (Anja Kömmerling und Thomas Brinx) | 7. Nov. 2015  |
| 137        | 5         | 343                      | Essen – Kleiner Happen, große Wirkung     | Wolfgang Eißler | Sandra Weller                                 | 7. Nov. 2015  |
| 138        | 6         | 342                      | Sprache – Die fremde Oma                  | Wolfgang Eißler | Eva Lia Reinegger                             | 7. Nov. 2015  |
| 139        | 7         | 351                      | Das blaue Juwel                           | Hannes Spring   | Kai Rönnau                                    | 8. Nov. 2015  |
| 139a       | 7a        | 351                      | Schlüssel – Der geheimnisvolle Dreh       | Hannes Spring   | Kai Rönnau                                    | 8. Nov. 2015  |
| 139b       | 7b        | 351                      | Diamant – Das geraubte Blau               | Hannes Spring   | Kai Rönnau                                    | 8. Nov. 2015  |
| 140        | 8         | 350                      | Toleranz – Willkommen im Bauwagen         | Axel Ranisch    | Kai Rönnau                                    | 29. Nov. 2015 |
| 141        | 9         | 345                      | Gold – Der glänzende Traum                | Axel Ranisch    | Kai Rönnau                                    | 13. Dez. 2015 |
| 142        | 10        | 346                      | Elektromobil – Der Weg zum Mars           | Klaus Gietinger | Kai Rönnau                                    | 20. Dez. 2015 |
| 143        | 11        | 347                      | Erfindungen – Die weltbeste Kraftmaschine | Klaus Gietinger | Jürgen Michel                                 | 27. Dez. 2015 |
| 144        | 12        | 349                      | Geld – Der schlaue Tausch                 | Klaus Gietinger | Eckehard Weis                                 | 30. Apr. 2016 |
| 145        | 13        | 344                      | Gewürze – Der extra scharfe Wettstreit    | Klaus Gietinger | Michael Demuth                                | 8. Mai 2016   |

#### Löwenzahn-Staffel 36
Die Erstausstrahlung der sechsunddreißigsten Staffel war vom 25. September 2016 bis zum 7. Mai 2017 zu sehen.

| Nr. (ges.) | Nr. (St.) | Produktions- reihenfolge | Titel                                   | Regie             | Drehbuch                     | Premiere D    |
| ---------- | --------- | ------------------------ | --------------------------------------- | ----------------- | ---------------------------- | ------------- |
| 146        | 1         | 355                      | Lehm und Ton – Der Geist aus dem Matsch | Hannes Spring     | Kai Rönnau                   | 25. Sep. 2016 |
| 147        | 2         | 348                      | Mistkäfer – Die wundersame Verwandlung  | Axel Ranisch      | Eva Lia Reinegger            | 26. Sep. 2016 |
| 148        | 3         | 352                      | Kleidung – Der Weg der roten Hose       | Hannes Spring     | Eckehard Weis                | 27. Sep. 2016 |
| 149        | 4         | 358                      | Kuckuck – Der verrückte Diebstahl       | Hannes Spring     | Sandra Weller                | 28. Sep. 2016 |
| 150        | 5         | 357                      | Wiese – Grüne Wildnis in Gefahr         | Hannes Spring     | Eckehard Weis, Jürgen Michel | 29. Sep. 2016 |
| 151        | 6         | 336                      | Schlüssel – Der geheimnisvolle Dreh     | Hannes Spring     | Kai Rönnau                   | 9. Okt. 2016  |
| 152        | 7         | 337                      | Diamant – Das geraubte Blau             | Hannes Spring     | Kai Rönnau                   | 16. Okt. 2016 |
| 153        | 8         | 359                      | Schuhe – Alles für die Füße             | Klaus Gietinger   | Michael Demuth               | 20. Nov. 2016 |
| 154        | 9         | 354                      | Stimme – Ein Lied für Bärstadt          | Klaus Gietinger   | Kai Rönnau                   | 27. Nov. 2016 |
| 155        | 10        | 353                      | Radio – Elvis verzweifelt gesucht       | Klaus Gietinger   | Eckehard Weis, Jürgen Michel | 4. Dez. 2016  |
| 156        | 11        | 356                      | Seife – Saubere Lösung fürs Finale      | Klaus Gietinger   | Michael Demuth               | 11. Dez. 2016 |
| 157        | 12        | 365                      | Pilze – Spuk im Bärstadtwald            | Wolfgang Eißler   | Jürgen Michel                | 18. Dez. 2016 |
| 158        | 13        | 360                      | Fliege – Das verflixte Treffen          | Wolfgang Eißler   | Eva Lia Reinegger            | 22. Jan. 2017 |
| 159        | 14        | 362                      | Internet – Die Jagd im Netz             | Patrick Schlosser | Kai Rönnau                   | 5. Feb. 2017  |
| 160        | 15        | 363                      | Temperatur – Eisschock im Elchwinkel    | Wolfgang Eißler   | Marc Meyer                   | 19. März 2017 |
| 161        | 16        | 361                      | Erdmännchen – Buddeln in Bärstadt       | Patrick Schlosser | Christian Eisert             | 9. Apr. 2017  |
| 162        | 17        | 364                      | Mais – Der Schwindel im Labyrinth       | Wolfgang Eißler   | Jürgen Michel                | 7. Mai 2017   |

#### Löwenzahn-Staffel 37
Die Erstausstrahlung der siebenunddreißigsten Staffel war vom 15. Oktober 2017 bis zum 27. Mai 2018 zu sehen.

| Nr. (ges.) | Nr. (St.) | Produktions- reihenfolge | Titel                                     | Regie             | Drehbuch          | Premiere D    |
| ---------- | --------- | ------------------------ | ----------------------------------------- | ----------------- | ----------------- | ------------- |
| 163        | 1         | 368                      | Wisent – Urtiere in Gefahr                | Hannes Spring     | Marc Meyer        | 15. Okt. 2017 |
| 164        | 2         | 366                      | Tierbabys – Plötzlich Großfamilie         | Hannes Spring     | Jürgen Michel     | 22. Okt. 2017 |
| 165        | 3         | 369                      | Krankenhaus – Der heftige Sturz           | Hannes Spring     | Eckehard Weis     | 29. Okt. 2017 |
| 166        | 4         | 367                      | Papagei – Der Schatz des Piraten          | Hannes Spring     | Eckehard Weis     | 5. Nov. 2017  |
| 167        | 5         | 370                      | Flöhe – Das wilde Jucken                  | Wolfgang Eißler   | Michael Demuth    | 12. Nov. 2017 |
| 168        | 6         | 372                      | Moos – Diebstahl im tiefen Grün           | Wolfgang Eißler   | Ulrich Wagner     | 19. Nov. 2017 |
| 169        | 7         | 373                      | Rotz und Co. – Nichts für schwache Nerven | Wolfgang Eißler   | Eva Lia Reinegger | 26. Nov. 2017 |
| 170        | 8         | 371                      | Spatzen – Kleine Räuber, große Hilfe      | Wolfgang Eißler   | Anna Knigge       | 3. Dez. 2017  |
| 171        | 9         | 376                      | Fischotter – Tumult am Teich              | Patrick Schlosser | Michael Demuth    | 10. Dez. 2017 |
| 172        | 10        | 375                      | Ziege – Die verrückte Entführung          | Patrick Schlosser | Jürgen Michel     | 17. Dez. 2017 |
| 173        | 11        | 374                      | Drohne – Das fliegende Auge               | Patrick Schlosser | Christian Eisert  | 31. Dez. 2017 |
| 174        | 12        | 377                      | Fluss – Das verlorene Boot                | Axel Ranisch      | Christian Eisert  | 25. März 2018 |
| 175        | 13        | 379                      | Wattenmeer – Wenn die Flut kommt          | Axel Ranisch      | Kai Rönnau        | 15. Apr. 2018 |
| 176        | 14        | 378                      | Fallschirm – Die verflixte Landung        | Axel Ranisch      | Manfred Kosmann   | 27. Mai 2018  |

#### Löwenzahn-Staffel 38
Die Erstausstrahlung der achtunddreißigsten Staffel war vom 23. September 2018 bis zum 14. Juli 2019 zu sehen.

| Nr. (ges.) | Nr. (St.) | Produktions- reihenfolge | Titel                                           | Regie             | Drehbuch         | Premiere D    |
| ---------- | --------- | ------------------------ | ----------------------------------------------- | ----------------- | ---------------- | ------------- |
| 177        | 1         | 380                      | Intelligenz auf Rädern – Das entführte Schlauto | Axel Ranisch      | Manfred Kosmann  | 23. Sep. 2018 |
| 178        | 2         | 383                      | Falke – Verloren in weiten Lüften               | Hannes Spring     | Michael Demuth   | 28. Okt. 2018 |
| 179        | 3         | 382                      | Eis – Kleckern, schleckern, einfach lecker      | Hannes Spring     | Sandra Weller    | 4. Nov. 2018  |
| 180        | 4         | 381                      | Tanzen – Der richtige Dreh                      | Hannes Spring     | Sandra Weller    | 11. Nov. 2018 |
| 181        | 5         | 387                      | Dachs – Diebesgut im Elchwinkel                 | Patrick Schlosser | Sandra Weller    | 18. Nov. 2018 |
| 182        | 6         | 386                      | Boden – Ein unmögliches Angebot                 | Patrick Schlosser | Marc Meyer       | 25. Nov. 2018 |
| 183        | 7         | 385                      | Bär – Alarm im Stadtwald                        | Patrick Schlosser | Ulrich Wagner    | 2. Dez. 2018  |
| 184        | 8         | 384                      | Allergie – Freundschaft in Not                  | Patrick Schlosser | Jürgen Michel    | 9. Dez. 2018  |
| 185        | 9         | 388                      | Eichhörnchen – Die verzauberten Nüsse           | Wolfgang Eißler   | Christian Eisert | 16. Dez. 2018 |
| 186        | 10        | 390                      | Spiegel – Die tückische Täuschung               | Wolfgang Eißler   | Jürgen Michel    | 23. Dez. 2018 |
| 187        | 11        | 393                      | Mäuse – Heimlicher Besuch                       | Hanna Doose       | Marc Meyer       | 30. Dez. 2018 |
| 188        | 12        | 389                      | Figurenspiel – Die verwunschene Puppe           | Florian Schnell   | Eckehard Weis    | 27. Jan. 2019 |
| 189        | 13        | 392                      | Optik – Vernebelte Sicht                        | Florian Schnell   | Eckehard Weis    | 10. März 2019 |
| 190        | 14        | 391                      | Weltall – Besuch aus dem Kosmos                 | Florian Schnell   | Eckehard Weis    | 14. Juli 2019 |

#### Löwenzahn-Staffel 39
Die Erstausstrahlung der neununddreißigsten Staffel war vom 22. September 2019 bis zum 17. Mai 2020 zu sehen.

| Nr. (ges.) | Nr. (St.) | Produktions- reihenfolge | Titel                                             | Regie             | Drehbuch                  | Premiere D    |
| ---------- | --------- | ------------------------ | ------------------------------------------------- | ----------------- | ------------------------- | ------------- |
| 191        | 1         | 398                      | Architektur – Die neue Schule                     | Florian Schnell   | Eckehard Weis             | 22. Sep. 2019 |
| 192        | 2         | 399                      | Meerschweinchen – Das neue Zuhause                | Wolfgang Eißler   | Christian Eisert          | 13. Okt. 2019 |
| 193        | 3         | 403                      | E-Sport – Das knallharte Trainingscamp            | Wolfgang Eißler   | Christian Eisert          | 14. Nov. 2019 |
| 194        | 4         | 404                      | Hirsche – Magische Spurensuche                    | Hannes Spring     | Sandra Weller             | 8. Dez. 2019  |
| 195        | 5         | 402                      | Graffiti – Wer sprayt, der fliegt!                | Patrick Schlosser | Eckehard Weis             | 9. Jan. 2020  |
| 196        | 6         | 401                      | Lampenfieber – Die starke Band                    | Patrick Schlosser | Marc Meyer                | 6. Feb. 2020  |
| 197        | 7         | 405                      | Schwerkraft – Der galaktische Wunderschuh         | Hannes Spring     | Kai Rönnau                | 8. März 2020  |
| 198        | 8         | 400                      | Libelle – Das glitzernde Geheimnis                | Wolfgang Eißler   | Ulrich Wagner             | 12. Apr. 2020 |
| 199        | 9         | 394                      | Safari – Ab in die Wildnis                        | Axel Ranisch      | Eckehard Weis             | 16. Mai 2020  |
| 200        | 10        | 395                      | Elefanten – Der falsche Wilderer                  | Axel Ranisch      | Eckehard Weis             | 16. Mai 2020  |
| 201        | 11        | 396                      | Raubkatzen – Nachts in der Savanne                | Axel Ranisch      | Kai Rönnau                | 16. Mai 2020  |
| 202        | 12        | 397                      | Krokodile – Rettung am Wasserloch                 | Axel Ranisch      | Kai Rönnau                | 16. Mai 2020  |
| 203        | 13        | 406                      | Endlos haltbar – Wenn aus Nachbarn Freunde werden | Hannes Spring     | Kai Rönnau                | 17. Mai 2020  |
| 204        | 14        | 407                      | Abenteuer in Südafrika                            | Axel Ranisch      | Kai Rönnau, Eckehard Weis | 17. Mai 2020  |

#### Löwenzahn-Staffel 40
Die Erstausstrahlung der vierzigsten Staffel war vom 29. November 2020 bis zum 23. Mai 2021 zu sehen.

| Nr. (ges.) | Nr. (St.) | Produktions- reihenfolge | Titel                                 | Regie             | Drehbuch          | Premiere D    |
| ---------- | --------- | ------------------------ | ------------------------------------- | ----------------- | ----------------- | ------------- |
| 205        | 1         | 409                      | Gruseln – Gänsehaut garantiert        | Florian Schnell   | Eckehard Weis     | 29. Nov. 2020 |
| 206        | 2         | 410                      | Polizei – Ein Schwein bricht ein      | Jürgen Michel     | Juliane A. Ahrens | 6. Dez. 2020  |
| 207        | 3         | 408                      | Seifenkiste – Das wichtigste Rennen   | Patrick Schlosser | Michael Demuth    | 10. Jan. 2021 |
| 208        | 4         | 411                      | Tarnung – Das Phantom im Wald         | Patrick Schlosser | Jürgen Michel     | 7. Feb. 2021  |
| 209        | 5         | 412                      | Blindsein – Der unsichtbare Diebstahl | Patrick Schlosser | Jürgen Michel     | 7. März 2021  |
| 210        | 6         | 415                      | Umwelt – Der grüne Fußabdruck         | Patrick Schlosser | Marc Meyer        | 21. März 2021 |
| 211        | 7         | 414                      | Hornissen – Schwarmalarm in Bärstadt  | Florian Schnell   | Michael Demuth    | 11. Apr. 2021 |
| 212        | 8         | 413                      | Seilbahn – Über alle Hindernisse      | Florian Schnell   | Kai Rönnau        | 23. Mai 2021  |

#### Löwenzahn-Staffel 41
Die Erstausstrahlung der einundvierzigsten Staffel war vom 29. September 2021 bis zum 4. September 2022 zu sehen.

| Nr. (ges.) | Nr. (St.) | Produktions- reihenfolge | Titel                                                                            | Regie             | Drehbuch          | Premiere D    |
| ---------- | --------- | ------------------------ | -------------------------------------------------------------------------------- | ----------------- | ----------------- | ------------- |
| 213        | 1         | 419                      | Äpfel – Die sagenhafte Leckerei                                                  | Hannes Spring     | Christian Eisert  | 26. Sep. 2021 |
| 214        | 2         | 424                      | Familie (1) – Die beste Bande                                                    | Kai Rönnau        | Hannes Spring     | 10. Okt. 2021 |
| 215        | 3         | 425                      | Familie (2) – Der bunte Haufen                                                   | Kai Rönnau        | Hannes Spring     | 17. Okt. 2021 |
| 216        | 4         | 418                      | Wintertiere – Eiskalte Tricks                                                    | Hannes Spring     | Kai Rönnau        | 21. Nov. 2021 |
| 217        | 5         | 430                      | Gemeinsam stark – Eine Rampe für die Rollis                                      | Patrick Schlosser | Marc Meyer        | 5. Dez. 2021  |
| 218        | 6         | 422                      | Löwenzahn – Das Weihnachtsabenteuer                                              | Hannes Spring     | Jürgen Michel     | 24. Dez. 2021 |
| 219        | 7         | 434                      | Meter und Maße – Der Teufel mit der roten Kapuze                                 | Patrick Schlosser | Kai Rönau         | 20. Jan. 2022 |
| 220        | 8         | 416                      | Berge – Verirrt im Schnee (besteht aus Teilen der Folge Das Weihnachtsabenteuer) | Hannes Spring     | Marc Meyer        | 27. Jan. 2022 |
| 221        | 9         | 431                      | Marder – Der rätselhafte Gast                                                    | Mia Meyer         | Sandra Weller     | 20. Feb. 2022 |
| 222        | 10        | 423                      | Nachtigall – Das Konzert im Dunkeln                                              | Hannes Spring     | Eckehard Weis     | 13. März 2022 |
| 223        | 11        | 433                      | Haie – Das Rätsel der Flosse                                                     | Wolfgang Eißler   | Michael Demuth    | 24. Apr. 2022 |
| 224        | 12        | 426                      | Lachen – Die allerlustigste Geburtstagsparty                                     | Patrick Schlosser | Christian Eisert  | 1. Mai 2022   |
| 225        | 13        | 428                      | Kräuter – Der Beschützer der Brennnesseln                                        | Wolfgang Eißler   | Sabina Gröner     | 1. Mai 2022   |
| 226        | 14        | 427                      | Quallen – Sensation am See                                                       | Wolfgang Eißler   | Sandra Weller     | 2. Juni 2022  |
| 227        | 15        | 432                      | Kalk – Der weiße Wunderstoff                                                     | Mia Meyer         | Juliane A. Ahrens | 4. Sep. 2022  |

#### Löwenzahn-Staffel 42
Die Erstausstrahlung der zweiundvierzigsten Staffel war vom 16. Oktober 2022 bis zum 25. Juni 2023 zu sehen.

| Nr. (ges.) | Nr. (St.) | Produktions- reihenfolge | Titel                                               | Regie             | Drehbuch         | Premiere D    |
| ---------- | --------- | ------------------------ | --------------------------------------------------- | ----------------- | ---------------- | ------------- |
| 228        | 1         | 447                      | Indianische Kulturen – Lakota in Bärstadt           | Wolfgang Eißler   | Marc Meyer       | 16. Okt. 2022 |
| 229        | 2         | 438                      | Indianische Kulturen (1) – Die magische Feder       | Wolfgang Eißler   | Marc Meyer       | 6. Nov. 2022  |
| 230        | 3         | 439                      | Indianische Kulturen (2) – Die geheimnisvolle Insel | Wolfgang Eißler   | Marc Meyer       | 13. Nov. 2022 |
| 231        | 4         | 440                      | Links oder rechts? – Die vertrackte Prüfung         | Wolfgang Eißler   | Kai Rönnau       | 13. Nov. 2022 |
| 232        | 5         | 435                      | Verpackungen – Das perfekte Geschenk                | Hannes Spring     | Michael Demuth   | 27. Nov. 2022 |
| 233        | 6         | 417                      | Weihnachten – Von Wichteln und Wundern              | Hannes Spring     | Jürgen Michel    | 18. Dez. 2022 |
| 234        | 7         | 441                      | Hunde – Der neue Freund                             | Hannes Spring     | Sabina Gröner    | 22. Jan. 2023 |
| 235        | 8         | 446                      | Kranich – Der tanzende Glücksvogel                  | Patrick Schlosser | Sebastian Jansen | 26. Feb. 2023 |
| 236        | 9         | 443                      | Grüne Energie – Ab in die Zukunft!                  | Laura Fischer     | Kai Rönnau       | 26. Feb. 2023 |
| 237        | 10        | 429                      | Voller Akku – Alle Kraft für Horsti                 | Mia Meyer         | Mia Meyer        | 12. März 2023 |
| 238        | 11        | 442                      | Soja – Die beste Wurst von Bärstadt                 | Hannes Spring     | Kai Rönnau       | 16. Apr. 2023 |
| 239        | 12        | 437                      | Sonnenblume – Die verblüffende Drehung              | Laura Fischer     | Christian Eisert | 14. Mai 2023  |
| 240        | 13        | 436                      | Tasten – Eine Höhle zum Wohlfühlen                  | Laura Fischer     | Jürgen Michel    | 11. Juni 2023 |
| 241        | 14        | 445                      | Ferien – Die schönste Zeit im Jahr                  | Patrick Schlosser | Christian Eisert | 25. Juni 2023 |

#### Löwenzahn-Staffel 43
Die Erstausstrahlung der dreiundvierzigsten Staffel war vom 17. September 2023 bis zum 9. Juni 2024 zu sehen.

| Nr. (ges.) | Nr. (St.) | Produktions- reihenfolge | Titel | Regie             | Drehbuch          | Premiere D    |
| ---------- | --------- | ------------------------ | --- | ----------------- | ----------------- | ------------- |
| 242        | 1         | 448                      | Wasser – Bis auf den letzten Tropfen                                                                                | Hannes Spring     | Sabina Gröner     | 17. Sep. 2023 |
| 243        | 2         | 444                      | Physik – Ein Spielplatz für Bärstadt                                                                                | Patrick Schlosser | Juliane Ahrens    | 8. Okt. 2023  |
| 244        | 3         | 452                      | Leuchtturm – Die strahlende Überraschung                                                                            | Hannes Spring     | Sebastian Jansen  | 5. Nov. 2023  |
| 245        | 4         | 420                      | Weihnachten (1) – Der Weg mit dem Stern (besteht aus Teil 1 der Doppelfolge Weihnachten – Von Wichteln und Wundern) | Hannes Spring     | Jürgen Michel     | 26. Nov. 2023 |
| 246        | 5         | 417                      | Weihnachten (2) – Das Fest im Stall (besteht aus Teil 2 der Doppelfolge Weihnachten – Von Wichteln und Wundern)     | Hannes Spring     | Jürgen Michel     | 3. Dez. 2023  |
| 247        | 6         | 451                      | Schatten – Geheimnis in der Dunkelheit                                                                              | Hannes Spring     | Sandra Weller     | 3. Dez. 2023  |
| 248        | 7         | 449                      | Wilde Tiere – Der Schuhdieb von Bärstadt                                                                            | Patrick Schlosser | Kai Rönnau        | 1. Jan. 2024  |
| 249        | 8         | 456                      | Chemie – Experiment mit Folgen                                                                                      | Philipp Eichholtz | Juliane A. Ahrens | 4. Feb. 2024  |
| 250        | 9         | 458                      | Kung Fu – Im Zeichen der Tiere                                                                                      | Philipp Eichholtz | Marc Meyer        | 21. März 2024 |
| 251        | 10        | 450                      | Römer – Die Botschaft der Amphore                                                                                   | Patrick Schlosser | Sebastian Jansen  | 7. Apr. 2024  |
| 252        | 11        | 455                      | Survival – Überleben in der Wildnis                                                                                 | Patrick Schlosser | Mary Meyer        | 28. Apr. 2024 |
| 253        | 12        | 453                      | Heuschrecke – Dem Hüpfer auf der Spur                                                                               | Wolfgang Eißler   | Jürgen Michel     | 9. Juni 2024  |

#### Löwenzahn-Staffel 44
Die Erstausstrahlung der vierundvierzigsten Staffel begann am 29. September 2024

| Nr. (ges.) | Nr. (St.) | Produktions- reihenfolge | Titel                                 | Regie             | Drehbuch         | Premiere D    |
| ---------- | --------- | ------------------------ | ------------------------------------- | ----------------- | ---------------- | ------------- |
| 254        | 1         | 461                      | Demokratie – Alle machen mit!         | Markus F. Adrian  | Wolfgang Eißler  | 29. Sep. 2024 |
| 255        | 2         | 454                      | Kürbis – Ein gruseliges Fest          | Wolfgang Eißler   | Michael Demuth   | 3. Nov. 2024  |
| 256        | 3         | 460                      | Ägypten – Der Schatz der Mumie        | Hannes Spring     | Michael Demuth   | 1. Dez. 2024  |
| 257        | 4         | 457                      | Straßen – Rettet den Bauwagen         | Philipp Eichholtz | Christian Eisert | 5. Jan. 2025  |
| 258        | 5         | 459                      | Taube – Der magische Wettstreit       | Wolfgang Eißler   | Sabina Gröner    | 9. Feb. 2025  |
| 259        | 6         | 468                      | Pferde – Sheriff von Bärstadt         | Patrick Schlosser | Christian Eisert | 9. März 2025  |
| 260        | 7         | 462                      | Hoftiere – Von Eiern, Milch und Wolle | Markus F. Adrian  | Kai Rönnau       | 20. Apr. 2025 |
| 261        | 8         | 465                      | Regenbogen – Die beste Freundin       | Patrick Schlosser | Sebastian Jansen | 1. Mai 2025   |
| 262        | 9         | 463                      | Hecke – Ein Irrgarten fürs Märchen    | Julia Eplinius    | Christian Eisert | 1. Mai 2025   |
| 263        | 10        | 467                      | Jung und Alt – Gemeinsam durchs Leben | Hannes Spring     | Michael Demuth   | 8. Juni 2025  |
| 264        | 11        | 471                      | Tomate − Eine Frucht zum Verlieben    | Julia Eplinius    | Michael Demuth   | 6. Juli 2025  |
| 265        | 12        | 466                      | Specht – Das große Hämmern            | Markus F. Adrian  | Sabina Gröner    | 10. Aug. 2025 |